# Frankenberg (Eder)

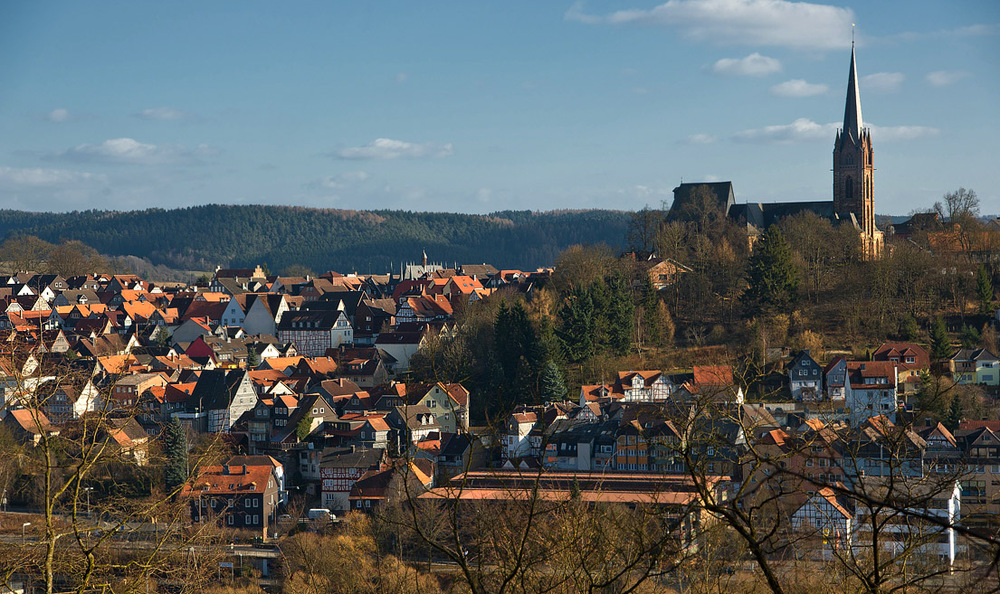
Blick auf die Altstadt mit Liebfrauenkirche

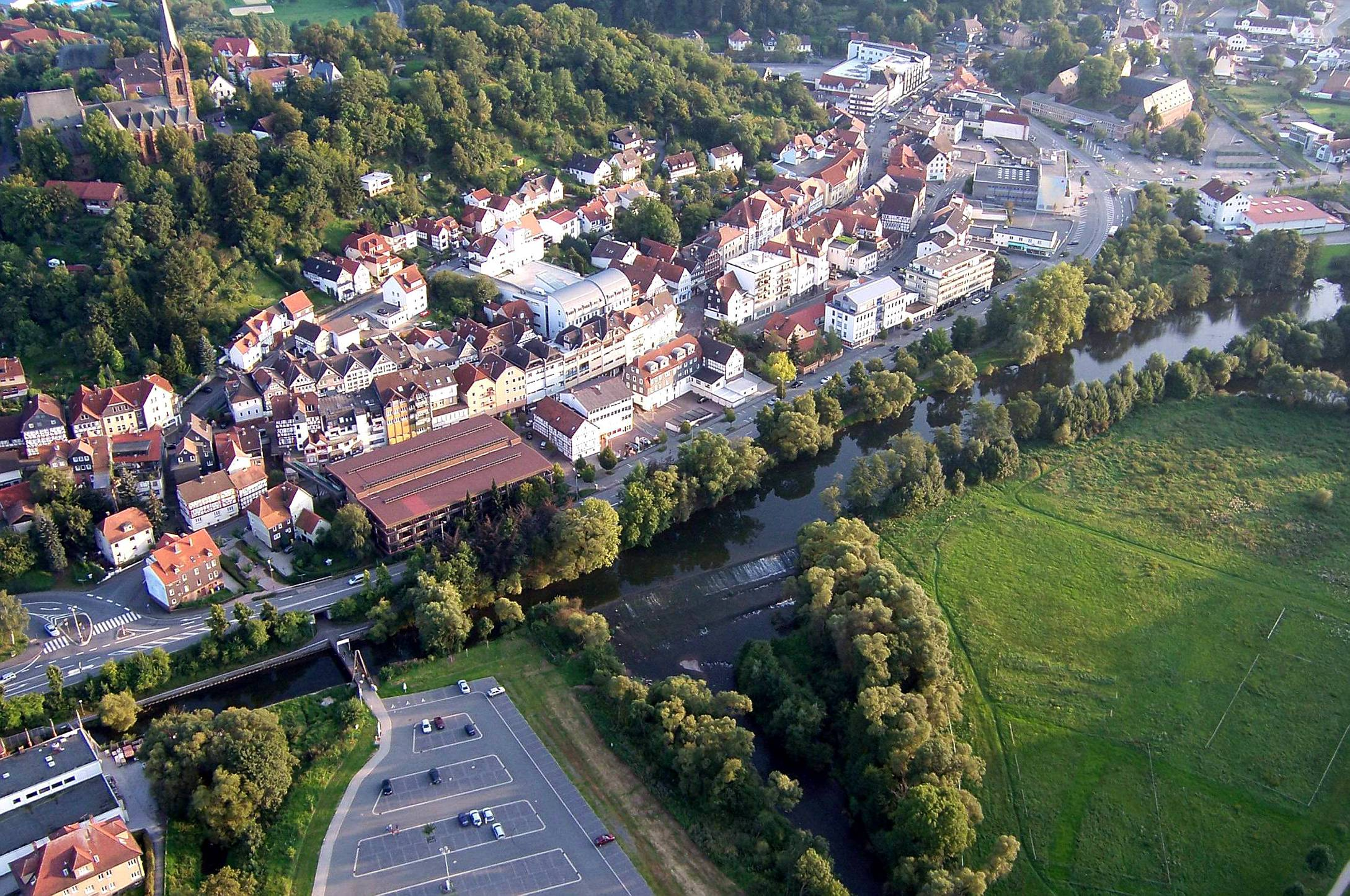
Luftbild, zu erkennen: Verlauf der Fußgängerzone

Frankenberg (Eder) ist eine Kleinstadt und ein wirtschaftliches Mittelzentrum im südlichen Teil des nordhessischen Landkreises Waldeck-Frankenberg.
Der Berg an einer Furt über die Eder nördlich des Burgwalds war schon lange ein befestigter Ort, vor allem unter den Franken spielte er in den Sachsenkriegen eine Rolle. Die heutige Stadt und Burg Frankenberg wurde 1233/1234 von Landgraf Konrad von Thüringen, dem Statthalter der ludowingischen Landgrafen von Thüringen in deren hessischen Gebieten, erbaut, um an der oberen Eder ein Gegengewicht zum kurmainzischen Battenberg zu besitzen. Sie erlangte aufgrund ihrer Lage am Kreuzungspunkt zweier Handelswege schnell auch wirtschaftliche Bedeutung.
Bei einem Brand am 9. Mai 1476, der als Zäsur in der Stadtgeschichte gilt und über den der Frankenberger Chronist Wigand Gerstenberg eine genaue Beschreibung erstellte, wurde die Stadt fast vollständig zerstört und im 16. Jahrhundert wieder aufgebaut. Die heutige Innenstadt besteht aus der sanierten Altstadt und der ebenfalls sanierten Neustadt mit zahlreichen Fachwerkhäusern.
Frankenberg trägt seit dem 29. Mai 2018 die amtliche Zusatzbezeichnung Philipp-Soldan-Stadt in Bezug auf den eng mit der Stadtgeschichte verbundenen Renaissance-Künstler Philipp Soldan.

## Geografie

### Geografische Lage
Frankenberg liegt zwischen dem Burgwald im Süden und der Breiten Struth im Nordwesten an der Einmündung des Kalten Wassers in die Nemphe und der Nemphe in die Eder, in die nördlich der Stadt bei Schreufa auch die Nuhne fließt. Das nächstgelegene Oberzentrum ist die Universitätsstadt Marburg.

### Stadtgliederung
Neben der Kernstadt besteht Frankenberg aus zwölf Stadtteilen:
- Dörnholzhausen, 70 Einwohner
- Friedrichshausen, 363 Einwohner
- Geismar, 942 Einwohner
- Haubern, 543 Einwohner
- Hommershausen, 155 Einwohner
- Rengershausen, 394 Einwohner
- Rodenbach, 177 Einwohner
- Röddenau, 1701 Einwohner
- Schreufa, 1170 Einwohner
- Viermünden, 779 Einwohner
- Wangershausen, 192 Einwohner
- Willersdorf, 600 Einwohner

Einwohnerzahlen Stand 2016

### Nachbargemeinden
Frankenberg grenzt im Norden an die Stadt Lichtenfels und die Gemeinde Vöhl, im Osten an die Stadt Frankenau, im Südosten an die Gemeinde Haina, im Süden an die Gemeinde Burgwald, im Westen an die Gemeinden Allendorf und Bromskirchen (alle im Landkreis Waldeck-Frankenberg) sowie im Nordwesten an die Stadt Hallenberg im nordrhein-westfälischen Hochsauerlandkreis.

### Geologie
Das Gebiet um die Stadt ist geologisch gekennzeichnet von der Frankenberger Bucht, die westlich der Hessischen Senke liegt. Sie wird einerseits aus Gesteinen des Paläozoikum (insbesondere Perm) und andererseits aus solchen des Mesozoikum aufgebaut. Man trifft auf Zechstein, Tonschiefer und Sandstein.

### Klima
In Frankenberg zeigt sich das für Hessen typische warmgemäßigte Klima der mittleren Breiten Europas. Der Wind weht überwiegend aus dem Westen und führt das ganze Jahr über feuchte Luftmassen vom Atlantik heran. Wegen der Lage im Regenschatten östlich des Rothaargebirges fallen die Niederschläge allerdings niedrig aus. Der ozeanische Einfluss sorgt für relativ milde Winter und nicht zu heiße Sommer.

## Geschichte

### Von der Frühgeschichte bis in die Gegenwart
Am Fuße des Berges, auf dem die Stadt Frankenberg errichtet wurde, kreuzten sich zwei alte Heer- und Handelsstraßen. Aus dem Gebiet des unteren Mains kam vom Burgwald her die Weinstraße, überquerte über eine Furt die Eder und ging weiter über die Höhen links des Flusses nach Westfalen. Von Westen kam die Siegener Straße über die Lahn-Eder-Wasserscheide und führte, den Berg nördlich umgehend, weiter in den niederhessischen Raum. Wenn auch die Ereignisse der Vorzeit im Dunkeln liegen, so darf man doch annehmen, dass der beherrschende Berg an der mittleren Eder für den Ausbau einer Machtstellung in diesem Raum immer eine bedeutende Rolle spielte. Der römische Historiker Tacitus berichtete bereits in seinem Bericht zum Jahr 15 n. Chr. von dem germanischen Volksstamm der Chatten, die im Gebiet der Eder (von Tacitus „Adrana“ genannt) ihren Siedlungsschwerpunkt hatten.

#### Frankenzeit
Nachdem der hessische Raum um das Jahr 500 in den fränkischen Machtbereich einbezogen worden war, erlangte der gut zu verteidigende Berg in den Auseinandersetzungen mit den nördlich der Eder ansässigen Sachsen eine größere militärische Bedeutung und wurde von den Franken schon frühzeitig befestigt. Als jedoch zu Beginn des 8. Jahrhunderts die Einfälle der Sachsen zunahmen, ließ Karl Martell noch stärkere Befestigungsanlagen errichten und sie durch eine ständige Besatzung absichern. Diese dienten während der Sachsenkriege (772 bis 804) als Basis für fränkische Gegenangriffe bis weit ins Sachsenland hinein, wobei die Weinstraße als Vormarsch-, Binde- und Nachschubroute neue Bedeutung erlangte. Nach der Unterwerfung und Christianisierung der Sachsen verlor die Festung an Bedeutung.

#### Gründung der Stadt
Ob der Berg weiterhin bewohnt gewesen ist, lässt sich nicht mehr mit Sicherheit feststellen. Vielleicht waren hier in den kommenden Jahrhunderten noch Lager- und Handelsplätze für durchziehende Reisende und Kaufleute. Erst im frühen 13. Jahrhundert gewann der „Frankenberg“ wieder an Wichtigkeit. Die thüringisch-hessischen Landgrafen versuchten, zwischen ihren nieder- und oberhessischen Besitzungen unter Umgehung der dazwischen liegenden Grafschaft Ziegenhain eine Verbindung herzustellen. Diese Absicht durchkreuzten die Mainzer Erzbischöfe, indem sie ihren Machtbereich von Westen her bis in das Wohratal ausdehnten. Daraufhin holten die Landgrafen von Thüringen zu einem entscheidenden Gegenschlag aus. Da der Frankenberg bereits 1122 an sie übergegangen war, ließ Konrad von Thüringen, der seit 1231 für seinen Bruder Landgraf Heinrich Raspe die hessischen Gebiete der Landgrafschaft Thüringen verwaltete, 1233/34 auf dem Frankenberg, mitten in der mainzischen Grafschaft Battenberg, auf der Grenze zwischen den Gerichtsbezirken Röddenau und Geismar, eine Burg und eine Stadt, alle Einsprüche der benachbarten Grundherren missachtend, errichten. Auf der äußersten Spitze der nach drei Seiten steil abfallenden Bergzunge entstand dadurch eine Burganlage, die das gesamte mittlere Edertal beherrschte. An sie schloss sich eine Vorburg an, die gleichzeitig den kirchlichen Bereich umschloss. Unmittelbar dahinter wurde nach detaillierten Planungen, wie der Stadtplan noch heute ausweist, die Stadt aufgebaut. Erster landgräflicher Schultheiß war von 1240 bis 1245 Tammo von Beltershausen.
Den Rücken des Berges und den nach Norden abfallenden Teil umfasste ein großer Marktplatz; die Zweiteilung des Platzes, an dessen westlichem Ende das Rathaus errichtet wurde, ist möglicherweise erst später erfolgt. Dies lässt auf die Absicht schließen, die Bergstadt nicht nur zu einer starken Bastion etablieren zu wollen, sondern ihr auch – die günstigste Verkehrslage ausnutzend – ein wirtschaftliches Gewicht zu geben. Die Einwohnerschaft der neuen Stadt bestand aus den Bewohnern der umliegenden Dörfer und Weiler, die umgesiedelt wurden oder auch freiwillig ihre alten Wohnstätten verließen. Dadurch wurden im Laufe der Zeit 16 Siedlungen wüst, deren Namen größtenteils noch in Flurbezeichnungen fortleben. Frankenberg wurde schon bald mit einer mächtigen Mauer umgeben. Von den 25 Türmen und Toren der Altstadt ist heute noch der Hexenturm an der Ostseite erhalten; die fünf Stadttore sind jedoch verschwunden.

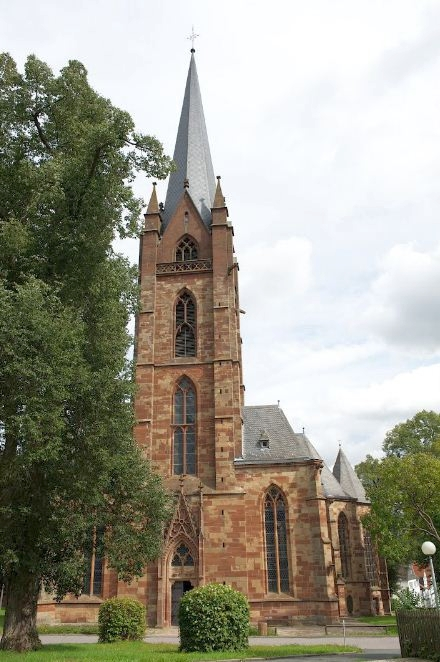
Liebfrauenkirche, erbaut von 1286 bis 1380

#### Blütezeit
Das neue Gemeinwesen wuchs schnell heran, gestützt auf einen gesunden Kaufmanns- und Handwerkerstand. Es war ein Zeichen des wachsenden Wohlstandes, dass man schon 1286, nachdem die kirchliche Abhängigkeit von Geismar aufgehoben war, auf Bestreben des Landgrafen Heinrich I., dem Enkel der Heiligen Elisabeth, mit dem Bau der Liebfrauenkirche begann, deren Vorbild die eben fertiggestellte Elisabethkirche in Marburg war. Die Frankenberger Kaufleute pflegten weiträumige Handelsbeziehungen, wovon neben den Wochenmärkten die vier Jahrmärkte Zeugnis geben. Der wirtschaftliche Aufschwung förderte auch eine schnelle kulturelle Aufwärtsentwicklung. Schon im 13. Jahrhundert hatte Frankenberg eine Lateinschule, die um 1500 ihre größte Blütezeit erlebte. Aus ihr ging unter anderem der große neulateinische Dichter Helius Eobanus Hessus hervor. An die 1353 vollendete Kirche wurde von 1370 bis 1380 die Marienkapelle angebaut, ein Meisterwerk des Tyle von Frankenberg.

#### Gründung der Neustadt
Das stetige Anwachsen der Bevölkerung machte eine Vergrößerung der Stadt notwendig, und so wurde im Jahre 1335 am Fuße des Berges in Richtung Eder die Neustadt gegründet. Sie entstand entlang der Siegener Straße und unterstand, obwohl sie eine eigene Verwaltung besaß, gerichtlich und kirchlich der Altstadt. Auch verfügte sie über keinen eigenen Marktplatz. Erst 1556 wurde sie mit der Altstadt zu einem Gemeinwesen vereinigt.

#### Der große Brand und seine Folgen
Am 9. Mai 1476 brach ein Feuer aus, dem die gesamte Altstadt und Neustadt und auch die Reste der Burg zum Opfer fielen. Auch die Liebfrauenkirche brannte vollständig aus, was zum Verlust der kostbaren Erstausstattung führte. Obwohl die Bürger den Wiederaufbau umgehend in Angriff nahmen, erholte sich Frankenberg, das damals zu den bedeutendsten hessischen Städten zählte, nie wieder ganz von dieser Brandkatastrophe. Im Jahre 1507 brannte zudem die halbe Neustadt nochmals nieder. Der Sitz des Amtes Frankenberg, das seit der ersten Hälfte des 14. Jahrhunderts bestand und die Stadtbezirke von Frankenberg und Frankenau sowie das halbe Gericht Geismar umfasste, wurde bald nach 1485 in das an der Stelle der alten Wasserburg Wolkersdorf neu erbaute Jagdschloss Wolkersdorf verlegt. Hierdurch entstand das Amt Wolkersdorf, dem die Untergerichte Röddenau (mit den angegliederten Gerichten Rengershausen und Bromskirchen) und das Gericht Geismar angehörten. Erst im 16. Jahrhundert entstand wieder ein eigenständiges Amt in Frankenberg, in dem außer der Stadt selbst das ehemalige Kloster St. Georgenberg, der Hof Rodenbach und die Kellerei Wiesenfeld vereinigt waren und das 1604 mit dem Amt Wolkersdorf vereinigt wurde.

#### Frankenberg vom 16. bis ins 18. Jahrhundert

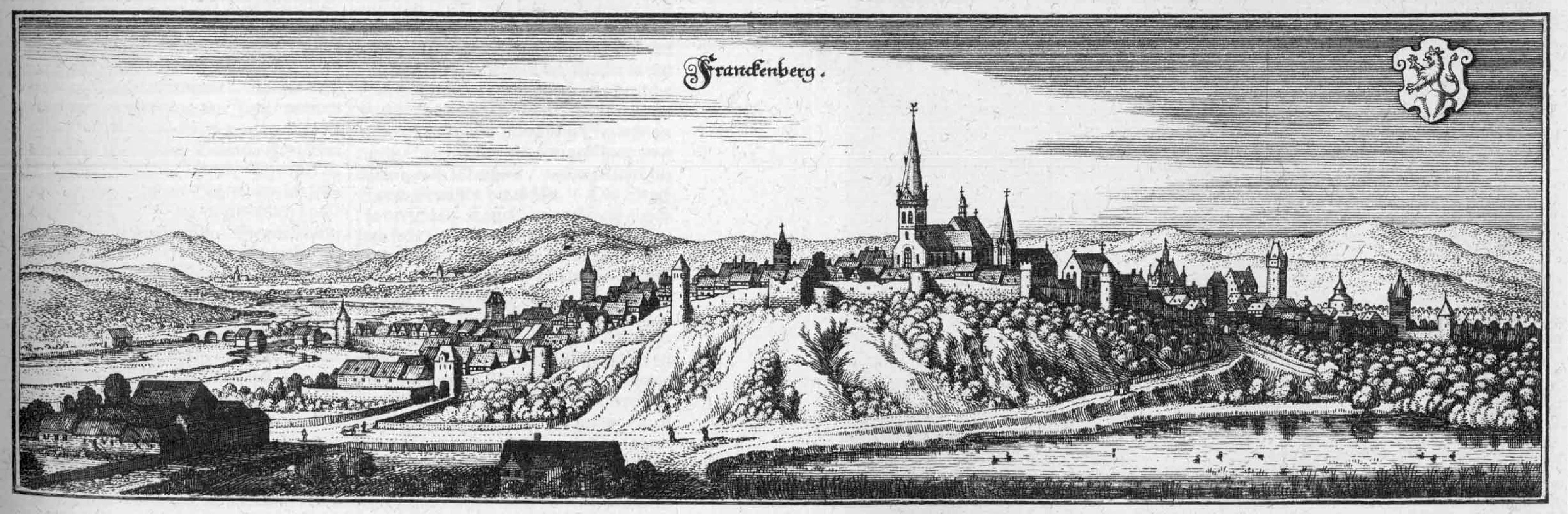
Frankenberg – Auszug aus der Topographia Hassiae von Matthäus Merian 1655

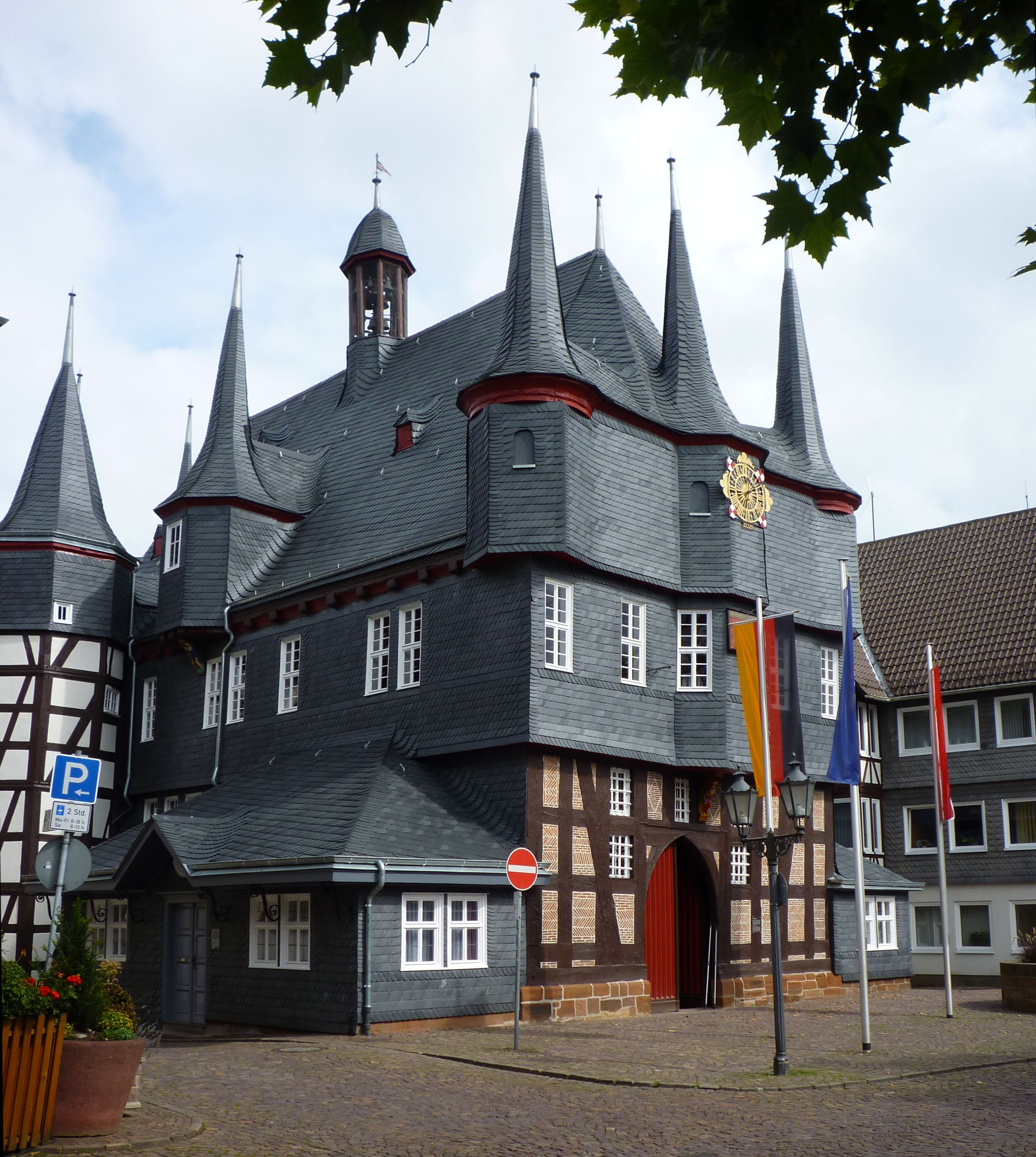
Das Frankenberger Rathaus

Das 16. Jahrhundert war vom Wiederaufbau der Stadt gekennzeichnet. Nur das um 1240 erbaute „Steinhaus“ hatte den Brand, ausgenommen des Dachgeschosses, überstanden. Mit dem Bau des neuen prächtigen Rathauses, das heute noch das Wahrzeichen der Stadt darstellt, wurde 1509 begonnen. Nach dem Jahre 1526 wurde, wie in der gesamten Landgrafschaft Hessen, die Reformation eingeführt, in Frankenberg durch die Prediger Caspar Tholde und Ludwig Stippius. Dabei wurde auch das erst 1494 gegründete Kloster Meitersdorf der Franziskaner-Tertiaren mit seiner bekannten Kunstwerkstatt aufgelöst. Die unter Landgraf Moritz 1606 erzwungene Reform der Kirche ist für die Zerstörung der Apostel- und Heiligenfiguren in der Liebfrauenkirche und der Marienkapelle verantwortlich. In den Pestjahren zwischen 1529 und 1611 suchte die Marburger Universität fünfmal Zuflucht hinter den Mauern Frankenbergs. Der Dreißigjährige Krieg (1618 bis 1648) schlug der Stadt schwere Wunden. Die wirtschaftlich günstige Lage am Schnittpunkt zweier Heeresstraßen wurde ihr, wie auch in späteren Kriegen, zum Verhängnis. Durchziehende Truppen beider kriegsführenden Seiten sowie eine längere Besatzung durch kaiserliche Truppen fügten der Stadt großen Schaden zu. In der Nähe der Stadt fand im Jahre 1646 das Gefecht auf der Totenhöhe zwischen Truppen von Hessen-Darmstadt und Hessen-Kassel, die durch schwedische Truppen verstärkt wurden, statt, wobei letztere den Sieg davontrugen.

#### Die Zeit bis zum Ersten Weltkrieg

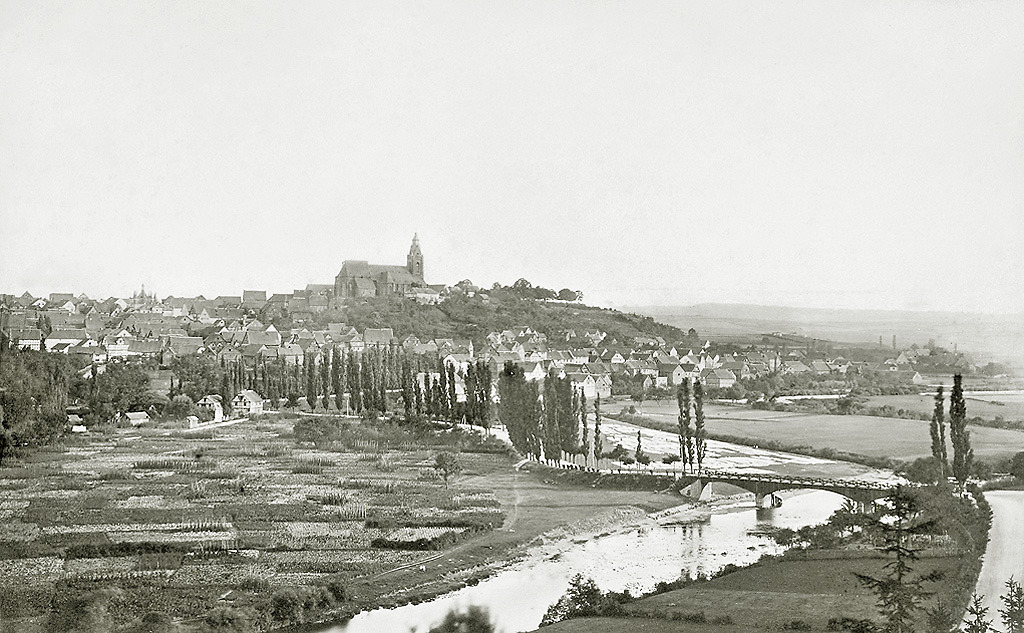
Frankenberg um das Jahr 1870 (Blick vom Goßberg)

In der französischen Zeit (1806 bis 1813) war Frankenberg Sitz eines Kantons im Werra-Department des Königreiches Westphalen. Im Jahre 1821 wurde Frankenberg Kreisstadt des neu gebildeten Landkreises Frankenberg, der aus den ehemaligen Ämtern Frankenberg, Hessenstein, Rosenthal und Haina sowie dem Gericht Viermünden gebildet wurde. Der Kreisrat, seit 1834 Landrat, hatte seinen Sitz im Kloster St. Georgenberg. Frankenberg war aufgrund der Kriegs- und Besatzungsschäden zu einer Ackerbürgerstadt herabgesunken. Seine wirtschaftlichen Stützen waren, wie schon im Mittelalter, die Tuchmacher und Gerber. Gegen Ende des 18. Jahrhunderts hatte die Woll- und Tuchmacherzunft 106 und die Lohgerberzunft 46 Mitglieder. Bis zur Mitte des 19. Jahrhunderts stieg die Tuchmacherzunft auf 140 Mitglieder an. Auch die Rot- und Weißgerberei erlebte eine neue Blüte. Neben den übrigen Zünften gab es damals auch eine Strumpfweber- und Handschuhmacherzunft. In der zweiten Hälfte des Jahrhunderts machte sich dann aber ein spürbarer wirtschaftlicher Rückgang bemerkbar, der sich auch in sinkenden Einwohnerzahlen ausdrückte. Verzeichnete die Stadt bis zur Mitte des Jahrhunderts noch einen kontinuierlichen Anstieg, so sank die Zahl der Bürger bis zum Beginn des 20. Jahrhunderts spürbar.
Von 1590 bis 1818 wurde bei Frankenberg Kupfermergel abgebaut und verhüttet, der vor allem wegen seines hohen Silbergehalts geschätzt wurde. Das Silber der berühmten und berüchtigten Blutdollar oder Sterntaler stammt aus den Kupfergruben bei Frankenberg.
Im Laufe des 19. Jahrhunderts wurden verschiedene Versuche unternommen, den Bergwerksbetrieb wieder in Gang zu setzen, aber 1875 wurde er endgültig eingestellt. Die Zeugen des früheren Bergbaues sind noch heute zwischen Frankenberg und Geismar sichtbar, in Form stark bewachsener Abraumhalden. Auch die Ortsbeschreibungen „Alte Hütte“, „Neue Hütte“ und „Zechenhaus“ erinnern daran. Erst der Anschluss Frankenbergs an das Eisenbahnnetz leitete einen neuen, wenn auch bescheidenen, wirtschaftlichen Aufschwung ein. 1890 wurde die Strecke Marburg-Frankenberg eröffnet, was die Gebrüder Thonet aus Wien dazu veranlasste, in der Nähe des Bahnhofs, gestützt auf den Holzreichtum der Region, eine Stuhlfabrik zu gründen. Zehn Jahre später wurde die Strecke über Korbach nach Warburg fortgeführt, wodurch eine Verbindung nach Westfalen hergestellt wurde. 1908 konnte die Strecke nach Bestwig und 1910 schließlich die nach Bad Berleburg fertiggestellt werden. 1871 erfolgte die Vermessung und Kartierung der Frankenberger Gemarkung. Die Verkopplung wurde in den 1890er Jahren in Angriff genommen und 1904 vollendet.

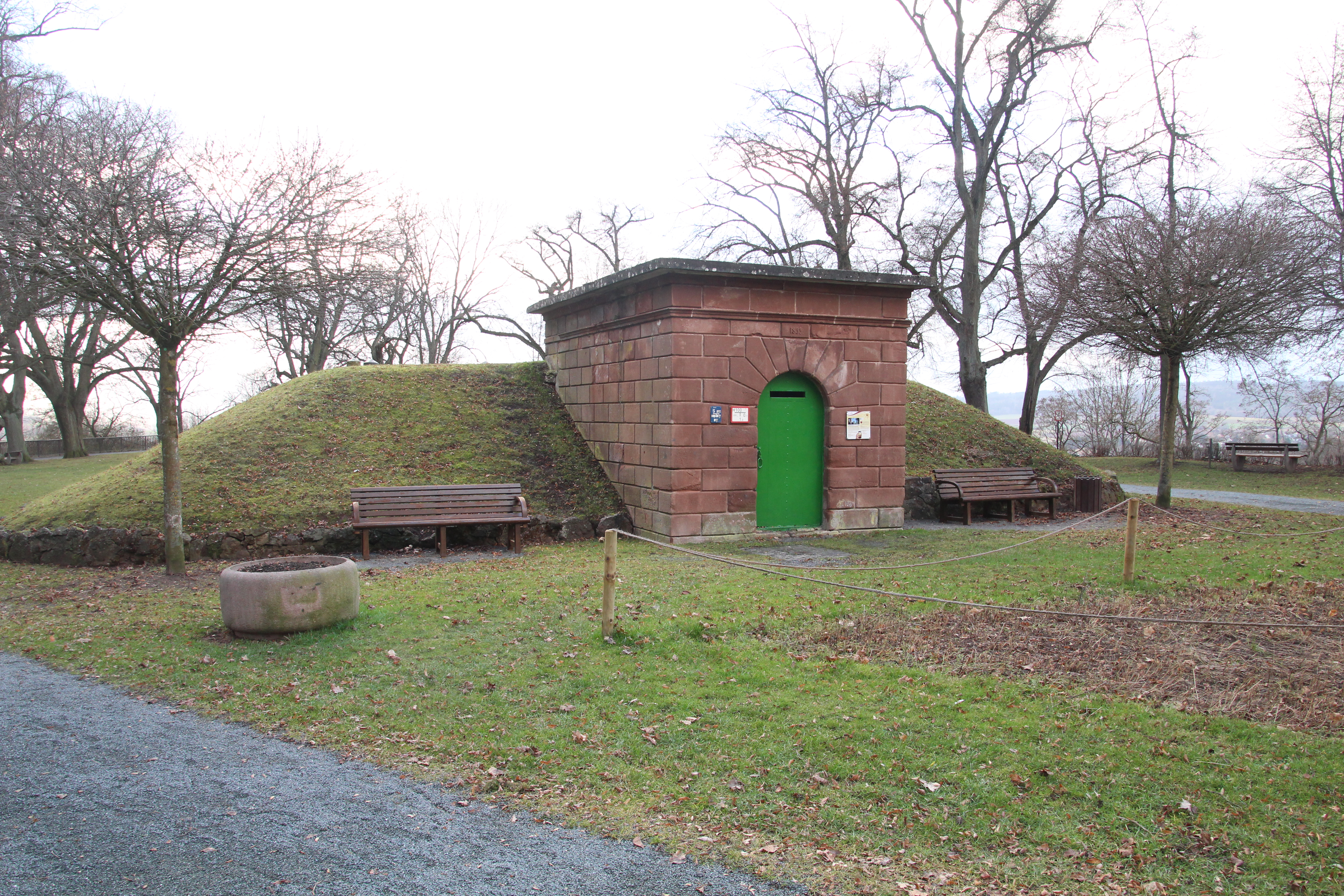
Wasserhochbehälter auf dem Burgberg

Die Wasserversorgung der Stadt erfolgte ursprünglich durch öffentliche und private Brunnen. Nach dem großen Brand von 1476 richtete man im Jahre 1502 zusätzlich eine Wasserkunst in der „Niedermühle“ ein, durch die Ederwasser, von einem Mühlrad des Flusses angetrieben, in die Altstadt befördert und in Kümpe verteilt wurde. 1899 wurde eine öffentliche Wasserversorgung eingerichtet. Anstelle des Ederwassers wurde nunmehr Quellwasser aus dem Gelände der Teichmühle mit der Wasserkraft der Nemphe und zusätzlich mit Motorkraft in einen Hochbehälter auf dem Burgberg befördert und von dort in die Häuser verteilt. 1913 kamen die Gernshäuser Quellen hinzu, deren Wasser in freiem Gefälle noch heute in die untere Stadt läuft. Bereits im Jahre 1903 wurde in der „Niedermühle“ eine Turbine eingebaut, die durch Ederwasser betrieben wurde. Mit dieser Turbine und einem Sauggasmotor wurde Gleichstrom für das erste elektrische Licht in Frankenberg erzeugt. Im Zuge der allgemeinen Elektrifizierung Nordhessens wurde die Stromversorgung mit Wechselstrom im Jahre 1921 durch Überlandkabel der PREAG sichergestellt.
Der Wirtschaftsaufschwung vor dem Ersten Weltkrieg drückte sich in den wieder ansteigenden Einwohnerzahlen aus – im Jahre 1908 lebten in Frankenberg 3314 Einwohner. Nun begann die Stadt, ihre seit der Gründung bestehende und durch die Stadtmauer markierte Grenze zu überschreiten. 1890 wurden der Bahnhof und wenig später die neue Post hinter dem Landratsamt gebaut. Im Jahre 1900 entstand das Sparkassengebäude vor dem Geismarer Tor. Es folgten 1903 das Amtsgericht und 1905 das Lehrerseminar mit Seminar-Übungsschule; heute befindet sich in den Räumen das Gymnasium Edertalschule. Im selben Jahr wurde vor dem Linnertor die israelitische Schule errichtet. 1913 entstand die Stadtschule am Ortenberg. Durch den Ersten Weltkrieg wurde jedoch wieder eine wirtschaftliche und kulturelle Stagnation hervorgerufen. Wie auch später während des Zweiten Weltkrieges fanden, außer einigen Siedlungshäusern im Ederdorf und einigen Um- und Erweiterungsbauten, in der Stadt keine wesentlichen Veränderungen statt. Eine Stadterweiterung, die in einem Gutachten über den Gau Frankenberg östlich des Friedhofes 1914 empfohlen worden war, wurde ebenfalls nicht verwirklicht. Heute befindet sich dort teilweise ein Neubaugebiet.

#### Weimarer Republik und Zweiter Weltkrieg
Von den Folgen des Ersten Weltkrieges erholte sich die Stadt nur langsam. Geldentwertung und wirtschaftlicher Niedergang führten zu einer neuen Auswanderungswelle, vor allem nach Übersee. Im Jahr 1922 erhielt die Stadt mit der Gründung der Aufbauschule (ab 1925 „Edertalschule“) ein eigenes Gymnasium. Der nach dem Ende der Inflation im Herbst 1923 einsetzende Aufschwung, der sich unter anderem in der Ansiedelung der Stuhl-Fabrik Stoelcker ausdrückte, hielt nicht lange an. Die Weltwirtschaftskrise traf die strukturschwache und hochverschuldete Stadt hart. Angesichts steigender Arbeitslosigkeit und sozialer Not fiel die Propaganda der NSDAP hier, wie fast überall im Kreis, seit Ende der 1920er Jahre auf fruchtbaren Boden, was sich in den Wahlergebnissen widerspiegelte. Nach der Machtübernahme der Nationalsozialisten im Januar 1933 wurde auch in Frankenberg das politische und gesellschaftliche Leben gleichgeschaltet. Straßen und Plätze wurden umbenannt („Adolf-Hitler-Straße“, „Hermann-Göring-Straße“, „Hindenburg-Platz“) und die Bevölkerung, vor allem die Jugend, wurde durch die nationalsozialistische Ideologie geprägt. Am schlimmsten traf es die jüdische Bevölkerung, die ab 1933 systematisch verfolgt, entrechtet und schließlich teilweise deportiert und ermordet wurde. Zum Glück konnten die meisten Frankenberger Juden Deutschland rechtzeitig verlassen. Diejenigen, die blieben, weil sie entweder kein Geld oder keine Verwandten im Ausland hatten oder darauf vertrauten, dass ihnen nichts geschehen werde, wurden bis 1942 alle in Konzentrationslager verschleppt. Mindestens acht Juden aus Frankenberg und drei aus dem heutigen Stadtteil Röddenau wurden Opfer der Verfolgung. Seit 1988 erinnert eine Gedenktafel in der Rathausschirn an die jüdische Gemeinde Frankenbergs und die Opfer der NS-Diktatur. Im Zweiten Weltkrieg blieb die Stadt von direkten Kriegseinwirkungen weitgehend verschont. Bei zwei Luftangriffen im Frühjahr 1945 auf den Bahnhof kamen jedoch mehr als 90 Menschen ums Leben. Im August 1944 wurde ein Wehrmachtslazarett von Grodno (Belarus) nach Frankenberg verlegt und in den Räumen der Edertalschule, der Stadtschule und des Amtsgerichts untergebracht. Der Einmarsch der Amerikaner am 29. März 1945 traf auf keinerlei Widerstand. 285 Männer aus Frankenberg sind aus dem Krieg nicht zurückgekehrt.

#### Nachkriegsjahre und 21. Jahrhundert

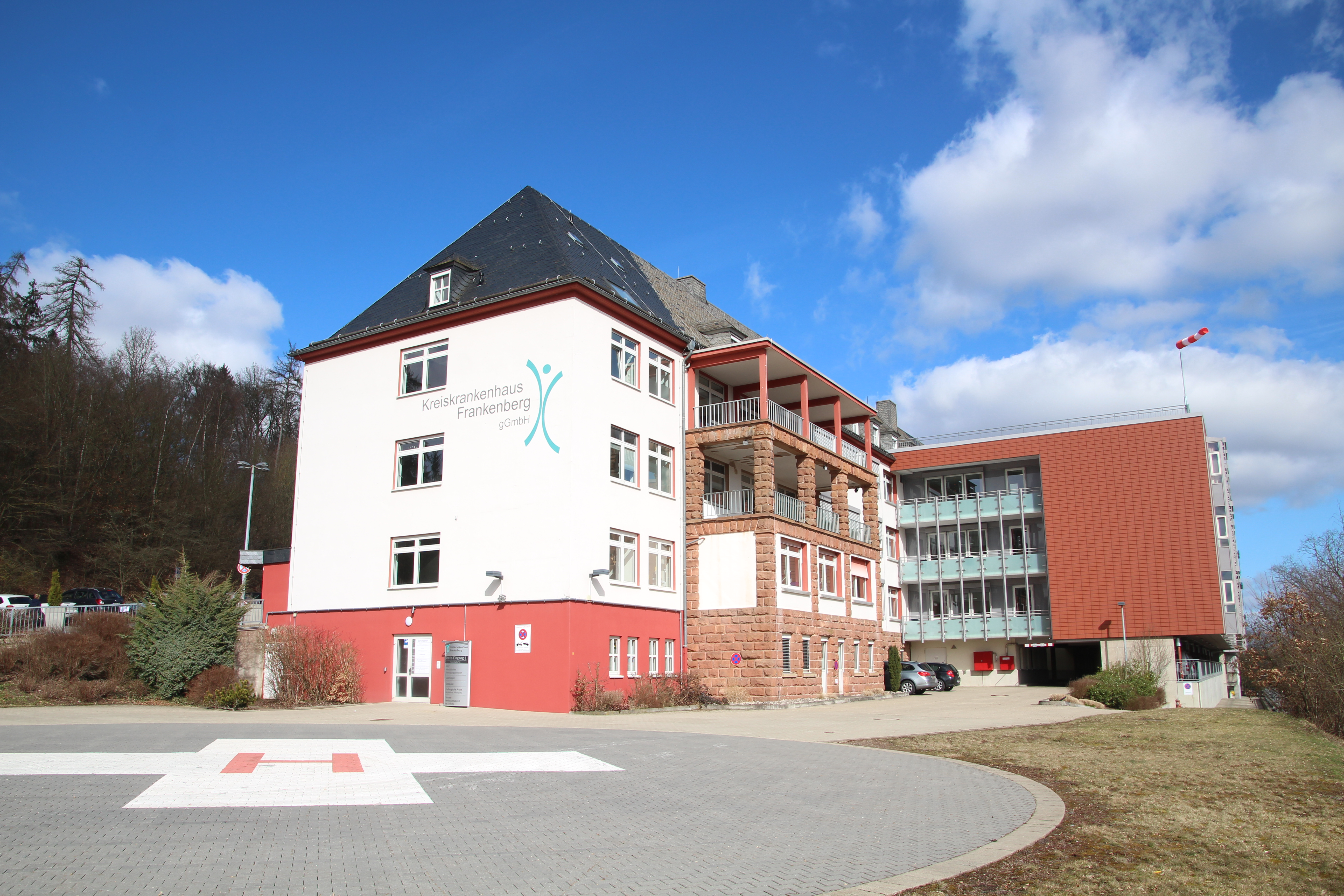
Das Kreiskrankenhaus

Mit dem Flüchtlingsstrom nach dem Zweiten Weltkrieg stieg die Einwohnerzahl der Stadt Frankenberg sprunghaft um 2000 Einwohner an, was zahlreiche Baugebietserweiterungen erforderte. Schon vor der Währungsreform 1948 hatte der Landkreis Frankenberg mit dem Bau des Kreiskrankenhauses am Goßberg begonnen, dem bald darauf eine Schwesternschule und ein Schwesternwohnheim angefügt wurde. 1975 wurde das Krankenhaus nochmals erweitert und ist inzwischen eine moderne Hessenklinik geworden.
Im Jahr 1962 wurde Frankenberg Garnisonsstadt. In den Jahren 1962/63 wurde das Problem der Abwasserbeseitigung durch den Bau einer Kläranlage, die 1978 erweitert wurde, gelöst. Der steigende Wasserbedarf wurde durch die Bohrung von Tiefbrunnen, den Bau von Trinkwasserhochbehältern und eines Pumpwerkes, der steigende Elektrizitätsbedarf durch die Verlegung neuer 20-kV-Ringleitungen sowie den Bau neuer Transformatorenstationen gesichert. Die vorhandenen Schulen (Ortenbergschule, Edertalschule, Burgwaldschule) wurden modernisiert sowie erweitert und im Wermersdorf die Wigand-Gerstenberg-Schule errichtet. Die Kreisberufsschule, die 1950 noch in einer Baracke auf dem Sportplatz an der Eder untergebracht war, wurde Anfang der 1960er Jahre an der Marburger Straße neu gebaut und zu einem leistungsfähigen Berufsausbildungszentrum, der heutigen Hans-Viessmann-Schule, erweitert. In Nähe der Geismarer Straße wurde 1970 die Friedrich-Trost-Schule für Lernbehinderte erbaut. Aus ihr ging Anfang der 1980er Jahre die Kegelberg-Schule (Schule für praktisch Bildbare) hervor. Bereits Ende der 1970er Jahre entstanden am Kegelberg eine Werkstatt für Behinderte und ein integrativer Kindergarten unter der Trägerschaft des Lebenshilfe-Werkes. In der Aue wurde in den 1960er Jahren ein Industriegebiet erschlossen und immer wieder erweitert, in dem einige bedeutende neue Betriebe angesiedelt werden konnten. Hierdurch konnte eine Stärkung der Wirtschaftskraft und eine Verbesserung der Wirtschaftsstruktur der Stadt realisiert werden. Auch wurde in der Aue ein neues Katastrophenschutzzentrum eingerichtet, das alle dem Katastrophenschutz dienenden Einrichtungen, wie Freiwillige Feuerwehr (örtlicher und überörtlicher Teil), Zivilschutz, Technisches Hilfswerk und Deutsches Rotes Kreuz beheimatet.
1967 wurde ein neues Hallenbad in unmittelbarer Nähe der Parkanlage am Teichweg erbaut und im Jahre 1972 ein Freibad mit Minigolfanlage angeschlossen. Aufgrund der kommunalen Neugliederung in Hessen musste die frühere Kreisstadt Frankenberg am 1. Januar 1974 den Verwaltungssitz an Korbach abgeben, das nun Kreisstadt des neuen Kreises Waldeck-Frankenberg wurde, der aus dem Landkreis Waldeck und dem Landkreis Frankenberg hervorging. Die Post baute in den 1970er Jahren ein neues Postamt in der Sudetenstraße und ein Fernmeldeamt in der Marburger Straße mit einem Sendeturm, der durch seine Höhe weithin sichtbar ist. 1989 war Frankenberg Veranstaltungsort des Hessentags mit insgesamt einer halben Million Besuchern. Es war der sogenannte erste „neue Hessentag“, da das traditionelle Trachtenfest hier in ein Pop- und Rockfestival umgewandelt wurde. Die erfolgreiche Neukonzeptionierung prägte von nun an das Erscheinungsbild der Veranstaltung. Die Ederberglandhalle, aus Anlass des Hessentags errichtet, ist heute Mittelpunkt des kulturellen Lebens der Stadt. Den stärksten Einfluss auf die Stadtentwicklung hatte die mit Beschluss der Stadtverordnetenversammlung vom 10. August 1967 eingeleitete Sanierung der historischen Alt- und Neustadt (24 ha). Die Maßnahme mit dem Bau von Parkhäusern und der Einrichtung der Fußgängerzone veränderte das Bild des Stadtkerns nicht immer zu seinem Vorteil. Immerhin wurden an die 100 Fachwerkbauten abgerissen und durch nicht immer gelungene Neubauten ersetzt. Allerdings muss berücksichtigt werden, dass die damaligen Wohnansprüche nach moderneren Gebäuden verlangten. Die Sanierung trug darüber hinaus zu einer erheblichen Verbesserung der wirtschaftlichen Lage der Stadt bei. Frankenberg wurde zu einer Einkaufsstadt, die zum Besuch der Fußgängerzone und generell zum Stadtbummel einladen möchte.

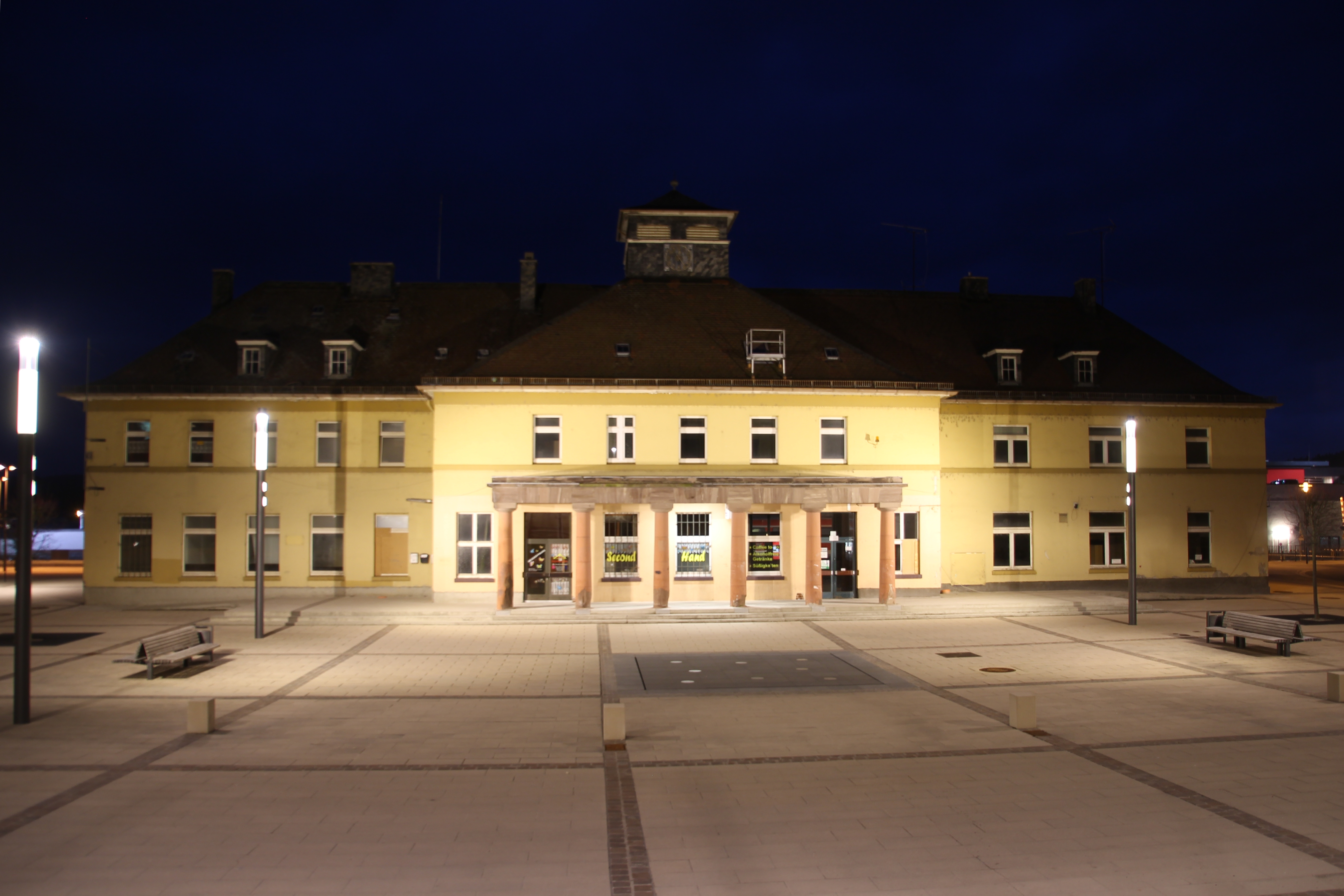
Der umgestaltete Bahnhofsvorplatz mit Empfangsgebäude. Aufnahme von 2017

Als nächstes großes Projekt gilt „Frankenberg 2020“, ein umfangreiches Modernisierungsprogramm, das unter anderem eine Energiewende einleiten und die Attraktivität der Stadt durch Investitionen in Kultur, Handel, Wirtschaft und Infrastruktur weiter ausbauen soll. Zunächst wird das gesamte Bahnhofsumfeld großflächig umgestaltet. 2012 wurden dafür ca. 12.000 m² Straßenbelag und Bürgersteig erneuert sowie für 80.000 Euro ein Brunnen samt interaktivem Klangspiel errichtet. Diese Maßnahme soll noch weiter fortgeführt werden, nachdem zunächst auf dem 16.000 m² großen Areal eines ehemaligen Baustoffmarktes bis 2014 für 28 Millionen Euro mit dem „Frankenberger Tor“ ein neues Einkaufszentrum errichtet wird. Als nächste, allerdings weit in die Zukunft gedachte Maßnahme zur Stadtentwicklung gilt die Errichtung einer Uferpromenade, um den Fluss Eder besser in das Stadtbild einzubinden und dabei Naherholungsflächen sowie Rad- und Fußwege zu schaffen. Dazu soll die bis dahin vornehmlich durch den motorisierten Individualverkehr genutzte Straße verschmälert werden. Teil dieser Maßnahme ist auch die Renaturierung des kanalisierten Ederzuflusses der Nemphe im Bereich der Klosteranlage St. Georgenberg. Dort soll auch der 1964 eingeweihte Ostflügel des Landratsamtes abgerissen werden, um den Innenhof des Klosters zu öffnen und in das Stadtbild zu integrieren.

### Eingemeindungen
Im Zuge der Gebietsreform in Hessen gliederten sich am 31. Dezember 1970 die bis dahin selbständigen Gemeinde Dörnholzhausen, Friedrichshausen, Haubern und Rodenbach sowie die Gemeinden Hommershausen, Rengershausen, Röddenau, Rodenbach, Schreufa, Viermünden und Wangershausen auf freiwilliger Basis der Stadt Frankenberg an. Am 1. Juli 1971 kamen Geismar und Willersdorf hinzu. Das Stadtgebiet vergrößerte sich dadurch von 2.736 ha auf 12.518 ha.
Für alle eingegliederten Gemeinden wurden Ortsbezirke mit Ortsbeirat und Ortsvorsteher nach der Hessischen Gemeindeordnung gebildet.

### Bevölkerung

#### Einwohnerstruktur
Nach den Erhebungen des Zensus 2011 lebten am Stichtag, dem 9. Mai 2011, in Frankenberg 18.057 Einwohner. Darunter waren 744 (4,1 %) Ausländer, von denen 209 aus dem EU-Ausland, 349 aus anderen europäischen Ländern und 184 aus anderen Staaten kamen. Von den deutschen Einwohnern hatten 20,7 % einen Migrationshintergrund. Bis zum Jahr 2020 erhöhte sich die Ausländerquote auf 9,0 %.
Die Einwohner lebten in 7879 Haushalten. Davon waren 2693 Singlehaushalte, 1971 Paare ohne Kinder und 2382 Paare mit Kindern, sowie 681 Alleinerziehende und 152 Wohngemeinschaften. In 1648 Haushalten lebten ausschließlich Senioren und in 5405 Haushaltungen lebten keine Senioren.

#### Einwohnerentwicklung
| Jahr | Einwohner                                     |
| ---- | --------------------------------------------- |
| 1384 | 254 Viehsteuerabgabepflichtige                |
| 1412 | 195 Feuerstätten                              |
| 1459 | 138 Bürger in Harnisch und mit anderen Waffen |
| 1460 | 209 Geschosspflichtige                        |
| 1464 | 210 Geschosspflichtige                        |
| 1469 | 220 Geschosspflichtige                        |
| 1490 | 209 Geschosspflichtige                        |
| 1499 | 207 Geschosspflichtige                        |
| 1567 | 456 Geschosspflichtige                        |

| Jahr | Einwohner                                 |
| ---- | ----------------------------------------- |
| 1577 | 485 Geschosspflichtige, 478 Haushaltungen |
| 1587 | 503 Geschosspflichtige (374 Bürger)       |
| 1594 | 494 Geschosspflichtige                    |
| 1604 | 470 Geschosspflichtige                    |
| 1607 | 470 Geschosspflichtige                    |
| 1635 | 455 Geschosspflichtige                    |
| 1747 | 464 Haushaltungen                         |
| 1758 | 2551 Einwohner                            |
| 1788 | 2594 Einwohner                            |

| Frankenberg (Eder): Einwohnerzahlen von 1788 bis 2020 | Frankenberg (Eder): Einwohnerzahlen von 1788 bis 2020 | Frankenberg (Eder): Einwohnerzahlen von 1788 bis 2020 | Frankenberg (Eder): Einwohnerzahlen von 1788 bis 2020 | Frankenberg (Eder): Einwohnerzahlen von 1788 bis 2020 |
| --- | ----------------------------------------------------- | ----------------------------------------------------- | ----------------------------------------------------- | ----------------------------------------------------- |
| Jahr |                                                       |                                                       |                                                       | Einwohner                                             |
| 1788 | 1788                                                  |                                                       | 2.594                                                 | 2.594                                                 |
| 1800 | 1800                                                  |                                                       | ?                                                     | ?                                                     |
| 1834 | 1834                                                  |                                                       | 3.525                                                 | 3.525                                                 |
| 1840 | 1840                                                  |                                                       | 3.163                                                 | 3.163                                                 |
| 1846 | 1846                                                  |                                                       | 3.142                                                 | 3.142                                                 |
| 1852 | 1852                                                  |                                                       | 3.132                                                 | 3.132                                                 |
| 1858 | 1858                                                  |                                                       | 2.865                                                 | 2.865                                                 |
| 1864 | 1864                                                  |                                                       | 2.712                                                 | 2.712                                                 |
| 1871 | 1871                                                  |                                                       | 2.537                                                 | 2.537                                                 |
| 1875 | 1875                                                  |                                                       | 2.681                                                 | 2.681                                                 |
| 1885 | 1885                                                  |                                                       | 2.679                                                 | 2.679                                                 |
| 1895 | 1895                                                  |                                                       | 2.815                                                 | 2.815                                                 |
| 1905 | 1905                                                  |                                                       | 3.339                                                 | 3.339                                                 |
| 1910 | 1910                                                  |                                                       | 3.539                                                 | 3.539                                                 |
| 1925 | 1925                                                  |                                                       | 4.123                                                 | 4.123                                                 |
| 1939 | 1939                                                  |                                                       | 4.816                                                 | 4.816                                                 |
| 1946 | 1946                                                  |                                                       | 6.944                                                 | 6.944                                                 |
| 1950 | 1950                                                  |                                                       | 7.361                                                 | 7.361                                                 |
| 1956 | 1956                                                  |                                                       | 7.727                                                 | 7.727                                                 |
| 1961 | 1961                                                  |                                                       | 8.075                                                 | 8.075                                                 |
| 1967 | 1967                                                  |                                                       | 9.361                                                 | 9.361                                                 |
| 1973 | 1973                                                  |                                                       | 15.463                                                | 15.463                                                |
| 1975 | 1975                                                  |                                                       | 15.337                                                | 15.337                                                |
| 1980 | 1980                                                  |                                                       | 16.211                                                | 16.211                                                |
| 1985 | 1985                                                  |                                                       | 16.729                                                | 16.729                                                |
| 1990 | 1990                                                  |                                                       | 17.196                                                | 17.196                                                |
| 1995 | 1995                                                  |                                                       | 18.890                                                | 18.890                                                |
| 2000 | 2000                                                  |                                                       | 19.175                                                | 19.175                                                |
| 2005 | 2005                                                  |                                                       | 19.300                                                | 19.300                                                |
| 2010 | 2010                                                  |                                                       | 18.807                                                | 18.807                                                |
| 2011 | 2011                                                  |                                                       | 18.057                                                | 18.057                                                |
| 2015 | 2015                                                  |                                                       | 17.855                                                | 17.855                                                |
| 2020 | 2020                                                  |                                                       | 17.678                                                | 17.678                                                |
| Datenquelle: Historisches Gemeindeverzeichnis für Hessen: Die Bevölkerung der Gemeinden 1834 bis 1967. Wiesbaden: Hessisches Statistisches Landesamt, 1968. Weitere Quellen: ; Hessisches Statistisches Informationssystem; Zensus 2011 Nach 1970 einschließlich der im Zuge der Gebietsreform in Hessen eingegliederten Orte. |                                                       |                                                       |                                                       |                                                       |

#### Religionszugehörigkeit
| • 1885: | 2508 evangelische (= 94,29 %), 36 katholische (= 1,35 %), 12 anderes christliche-konfessionelle (= 0,45 %), 104 jüdische (= 3,91 %) Einwohner                                       |
| • 1987: | 12.421 evangelische (= 76,3 %), 1494 katholische (= 9,3 %), 1354 sonstige (= 8,4 %) Einwohner                                                                                       |
| • 2011: | 11.470 evangelische (= 54,0 %), 2670 katholische (= 14,9 %), 450 freikirchliche (= 2,5 %), 320 orthodoxe (= 1,8 %), 550 andersgläubig (= 3,1 %), 2460 sonstige (= 13,7 %) Einwohner |

### Historische Quellen
Archivalien der Stadt Frankenberg werden im Hessischen Staatsarchiv Marburg aufbewahrt.

## Politik

### Stadtverordnetenversammlung
Die Kommunalwahl am 14. März 2021 lieferte folgendes Ergebnis, in Vergleich gesetzt zu früheren Kommunalwahlen:
| Stadtverordnetenversammlung – Kommunalwahlen 2021                                                                                     | Stadtverordnetenversammlung – Kommunalwahlen 2021                               |
| --- | ------------------------------------------------------------------------------- |
| Stimmenanteil in %Wahlbeteiligung 47,1 % 50403020100 35,3 (−4,8)22,7 (−9,9)19,5 (+4,2)15,5 (n. k.)7,2 (−4,8) CDUSPDGrüneFWFDP20162021 | SitzverteilungInsgesamt 31 Sitze - SPD: 7 - Grüne: 6 - FW: 5 - CDU: 11 - FDP: 2 |

| Parteien und Wählergemeinschaften | Parteien und Wählergemeinschaften           | % 2021 | Sitze 2021 | % 2016 | Sitze 2016 | % 2011 | Sitze 2011 | % 2006 | Sitze 2006 | % 2001 | Sitze 2001 |
| --------------------------------- | ------------------------------------------- | ------ | ---------- | ------ | ---------- | ------ | ---------- | ------ | ---------- | ------ | ---------- |
| CDU                               | Christlich Demokratische Union Deutschlands | 35,2   | 11         | 40,1   | 12         | 38,2   | 12         | 42,1   | 13         | 43,5   | 13         |
| SPD                               | Sozialdemokratische Partei Deutschlands     | 22,7   | 7          | 32,6   | 10         | 29,4   | 9          | 31,1   | 10         | 34,0   | 10         |
| Grüne                             | Bündnis 90/Die Grünen                       | 19,5   | 6          | 15,3   | 5          | 19,0   | 6          | 10,8   | 3          | 8,3    | 3          |
| FW                                | Freie Wähler Frankenberg (Eder)             | 15,5   | 5          | —      | —          | —      | —          | —      | —          | —      | —          |
| FDP                               | Freie Demokratische Partei                  | 7,2    | 2          | 12,0   | 4          | 4,5    | 1          | 6,3    | 2          | 5,9    | 2          |
| BLF                               | Bürgerliste Frankenberg                     | —      | —          | —      | —          | 7,3    | 2          | 9,8    | 3          | —      | —          |
| Piraten                           | Piratenpartei Deutschland                   | —      | —          | —      | —          | 1,5    | 1          | —      | —          | —      | —          |
| FWG                               | Freie Wählergemeinschaft Frankenberg (Eder) | —      | —          | —      | —          | —      | —          | —      | —          | 8,4    | 3          |
| Gesamt                            | Gesamt                                      | 100,0  | 31         | 100,0  | 31         | 100,0  | 31         | 100,0  | 31         | 100,0  | 31         |
| Wahlbeteiligung in %              | Wahlbeteiligung in %                        | 47,1   | 47,1       | 45,1   | 45,1       | 45,0   | 45,0       | 41,2   | 41,2       | 49,2   | 49,2       |

Seit dem 29. April 2021 ist Björn Jäger (CDU) Vorsteher der Stadtverordnetenversammlung. Sein Vorgänger war von April 2006 bis März 2021 der jetzige Kreistagsvorsitzende des Landkreises Waldeck-Frankenberg, Rainer Hesse (CDU).

### Bürgermeister
Nach der hessischen Kommunalverfassung wird der Bürgermeister für eine sechsjährige Amtszeit gewählt, seit dem Jahr 1993 in einer Direktwahl, und ist Vorsitzender des Magistrats, dem in der Stadt Frankenberg neben dem Bürgermeister ehrenamtlich ein Erster Stadtrat und acht weitere Stadträte angehören. Bürgermeisterin ist seit dem 1. April 2024 die parteiunabhängige Barbara Eckes. Sie wurde als Nachfolgerin von Rüdiger Heß, der nach insgesamt drei Amtszeiten nicht wieder kandidiert hatte, am 22. Oktober 2023 in einer Stichwahl bei 47,63 Prozent Wahlbeteiligung mit 52,69 Prozent der Stimmen gewählt.
Amtszeiten der Bürgermeister
- 2024–2030 Barbara Eckes[32]
- 2012–2024 Rüdiger Heß[33]
- 2004–2011 Christian Engelhardt (CDU)
- 1998–2004 Rüdiger Heß (CDU)[36]
- 1984–1997 Helmut Eichenlaub (CDU)[36]
- 1966–1984 Sepp Waller

### Wappen, Flagge, Siegel
| Wappen von Frankenberg (Eder) | Blasonierung: „In Blau ein aus goldenem Dreiberg in blauem Feld wachsender, golden gekrönter, rot-weiß gestreifter Löwe.“ |
| Wappen von Frankenberg (Eder) | Wappenbegründung: Das heute gebräuchliche Wappen der Stadt Frankenberg geht zurück auf das kleine Stadtsiegel (Sekretsiegel) an einer Urkunde des Klosters St. Georgenberg vom 2. Juli 1325. Bereits im 14. Jahrhundert erscheint dieses Siegelzeichen auch als Wappen und Banner. Im Jahr 1644 ließ die Stadt Frankenberg zwei kleine – heute noch vorhandene – Stadtsiegel (Sekretsiegel, Wappen) von unterschiedlicher Größe schneiden. Nach mündlicher Überlieferung soll der Dreiberg auf den Burgberg, den Goßberg und den Hinstürz hinweisen. Die goldene Krone sei zum Gedächtnis an die aus königlichem Geblüt stammende Heilige Elisabeth, zu deren Ehren man bereits die Frankenberger Liebfrauenkirche errichtete, und zur Unterscheidung von dem gleichen Löwen der Wettiner in Thüringen verliehen worden. Zur Entstehung des Wappens schreibt Wigand Gerstenberg um 1500 in seiner Stadtchronik, dass der bunte Löwe – zunächst noch ohne Krone und Dreiberg – von Landgraf Ludwig I. von Thüringen stammt. Landgraf Heinrich I. von Hessen habe dann der Stadt ein neues Siegel gegeben, nun mit dem gekrönten Löwen aus einem Dreiberg wachsend. |

Es handelt sich um einen thüringischen Löwen (mit rotem Kopf), obwohl auch immer wieder der hessische Löwe (mit silbernem Kopf) in älteren Blasonierungen und auf Darstellungen des Wappens auftaucht. Beispiele sind ein Buch von Klemens Stadler („[…] dreimal von Silber und Rot geteilter Löwe“), das von Otto Hupp herausgegebene Wappen-Sammelalbum des Unternehmens Kaffee Hag aus den 1920er Jahren, oder eine 2013 errichtete Gedenktafel der Bundeswehr. Diese Fehler resultieren aus der Nichtbeachtung der Tatsache, dass die Stadt die einzige in Hessen mit einem thüringischen Löwen ist.
Am 19. Dezember 1985 beschloss die Stadtverordnetenversammlung eine neue Hauptsatzung, die in ihrem § 1 neben der Wappenbeschreibung Folgendes regelt:
- Die Stadtfarben sind blau-weiß.
- Die amtliche Stadtfahne zeigt das Stadtwappen in der Mitte des längsgestreiften blau-weißen Fahnentuches.
- Als Siegel wird die Darstellung der Stadt Frankenberg (Eder) mit Mauer, Tor und fünf Türmen geführt.

Letzteres geht auf das große Stadtsiegel zurück, das ebenfalls erstmals an einer Urkunde des Klosters St. Georgenberg vom 11. Oktober 1249 erschien.

### Städtepartnerschaften
- Brou, Frankreich – seit 1968
- Seekirchen am Wallersee, Österreich – seit 1968
- Manningtree, Vereinigtes Königreich – seit 1971
- Frankenberg/Sachsen, Deutschland – seit 1990
- Bytów, Polen – seit 2008

## Kultur und Sehenswürdigkeiten
Neben kostenlosen, regelmäßigen und etwa eineinhalb Stunden dauernden Stadtführungen von April bis Oktober finden auch themenbezogene oder für spezielle Zielgruppen ausgerichtete Besichtigungen statt; zum Beispiel eine Stadtführung bei Nacht oder für Kinder.

### Theater und Museen
Der Kulturring Frankenberg veranstaltet das ganze Jahr über Theatervorstellungen, Kabarette und Konzerte in der Ederberglandhalle. Darüber hinaus wirken mehrere weitere Theatergruppen in der Stadt.
Es gibt folgende Museen:
- Kreisheimatmuseum. Untergebracht im Kloster St. Georgenberg mit Werken von Philipp Soldan und Tyle von Frankenberg.
- Thonet-Museum. Dem Lebenswerk von Michael Thonet gewidmet, zeigt es Bauhaus-Stahlrohrmöbel und die weltberühmten Kaffeehausstühle.
- Dorfmuseum. Mit Darstellungen von altertümlichen Handwerksfertigkeiten; im Stadtteil Geismar gelegen.
- Haus am Geismarer Tor. Wechselnde Ausstellungen des Kunsttreff Frankenberg.

### Regelmäßige Veranstaltungen

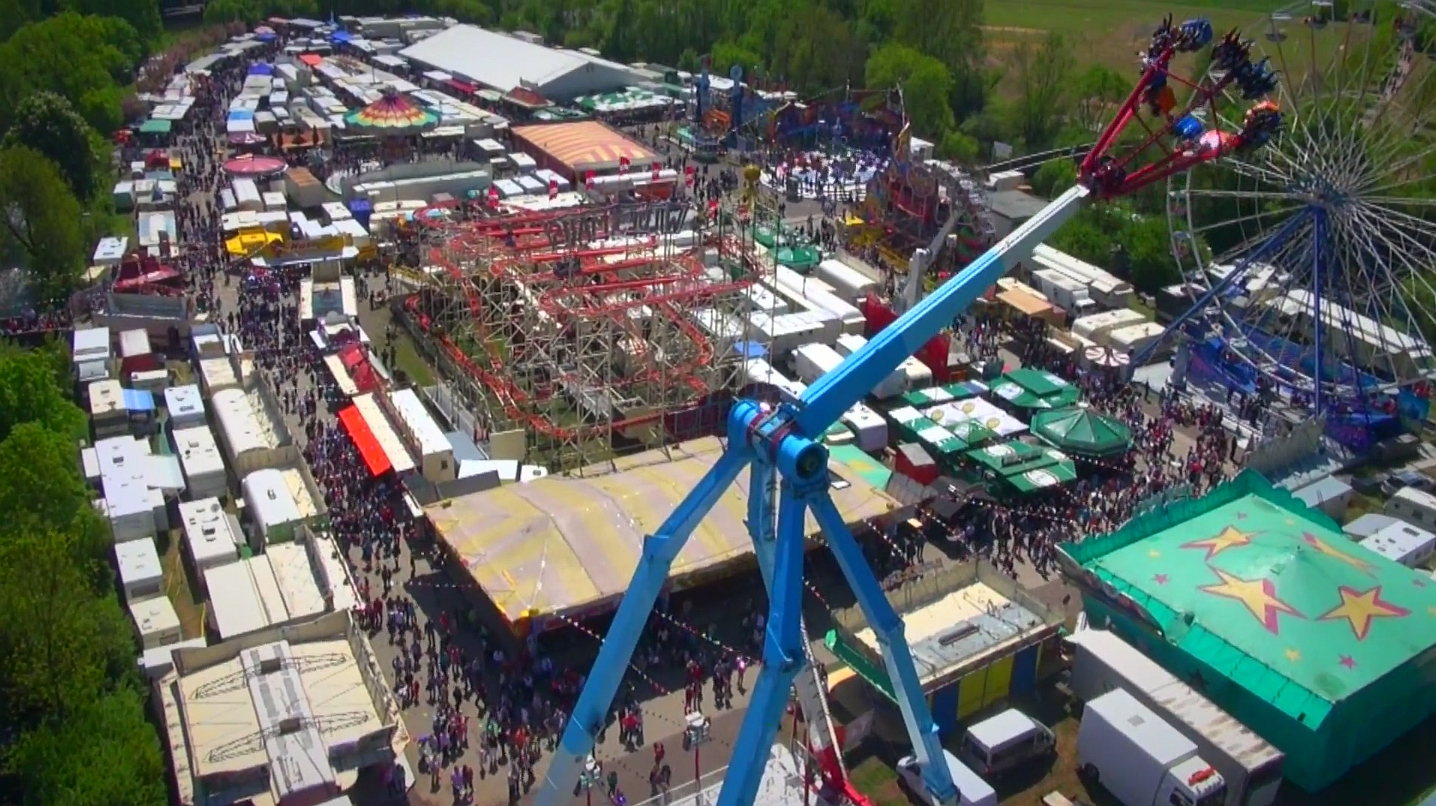
Überblick über den Pfingstmarkt auf Wehrweide (2013)

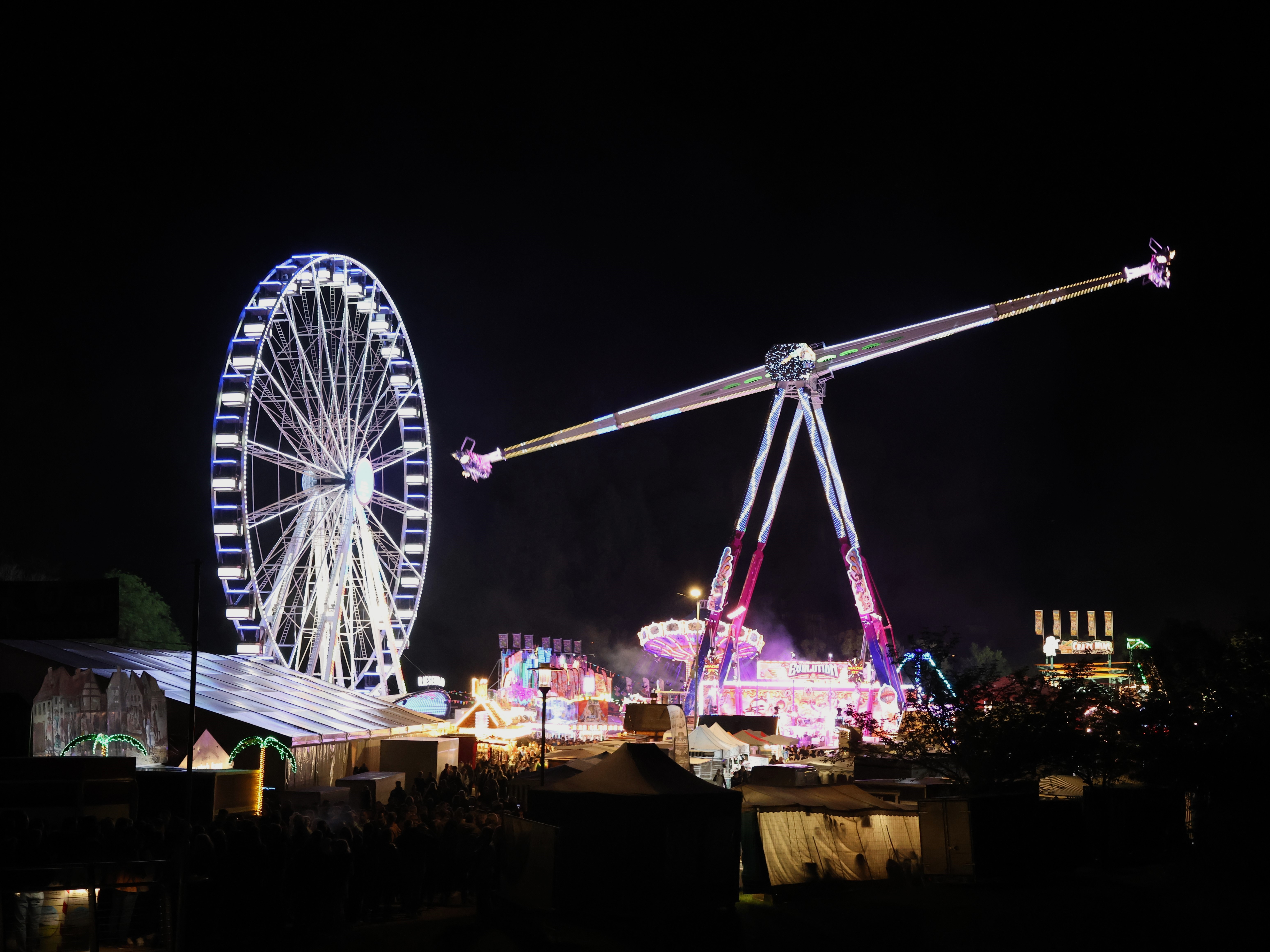
Der Pfingstmarkt bei Nacht (2024)

- Der Pfingstmarkt bei Nacht (2024)Nightgroove, ein Kneipenfestival mit Live-Musik an verschiedenen Orten
- Maistadtfest
- Marsch in den Listenbach (Pfingstwochenende)
- Pfingstmarkt, mit ca. 265.000 Besuchern eines der größten Volksfeste in Hessen[42][43]
Während des Jahrmarktes läuft auf 93,7 MHz ein Veranstaltungsradio.[44]
- Park- und Lichterfest
- Bütower Treffen
- Beach-Cup auf dem Obermarkt, ein dreitägiges Beachvolleyball-Turnier
- Eder-Bike-Tour
- Herbststadtfest
- Halloween-Shopping Night, eine Halloween-Mottoparty mit nächtlicher Öffnung der Geschäfte in der Fußgängerzone

### Nachtleben
In Frankenberg gibt es Restaurants, Gaststätten, ein Bowling-Center und eine Diskothek. Für längere Diskussionen und sogar eine Demonstration von Jugendlichen hat daher im Jahr 2013 die probeweise Einführung einer verlängerten Sperrstunde (ab 3 statt 5 Uhr) gesorgt. Der Bürgermeister als Ordnungspolizeibehörde argumentierte, man müsse ebenfalls den Anspruch von Frankenberg als „Familienstadt“ berücksichtigen. Zudem würden je nach Sicherheitskonzept auch Ausnahmegenehmigungen erteilt und die Maßnahme sei auf ein Jahr begrenzt.

### Bauwerke

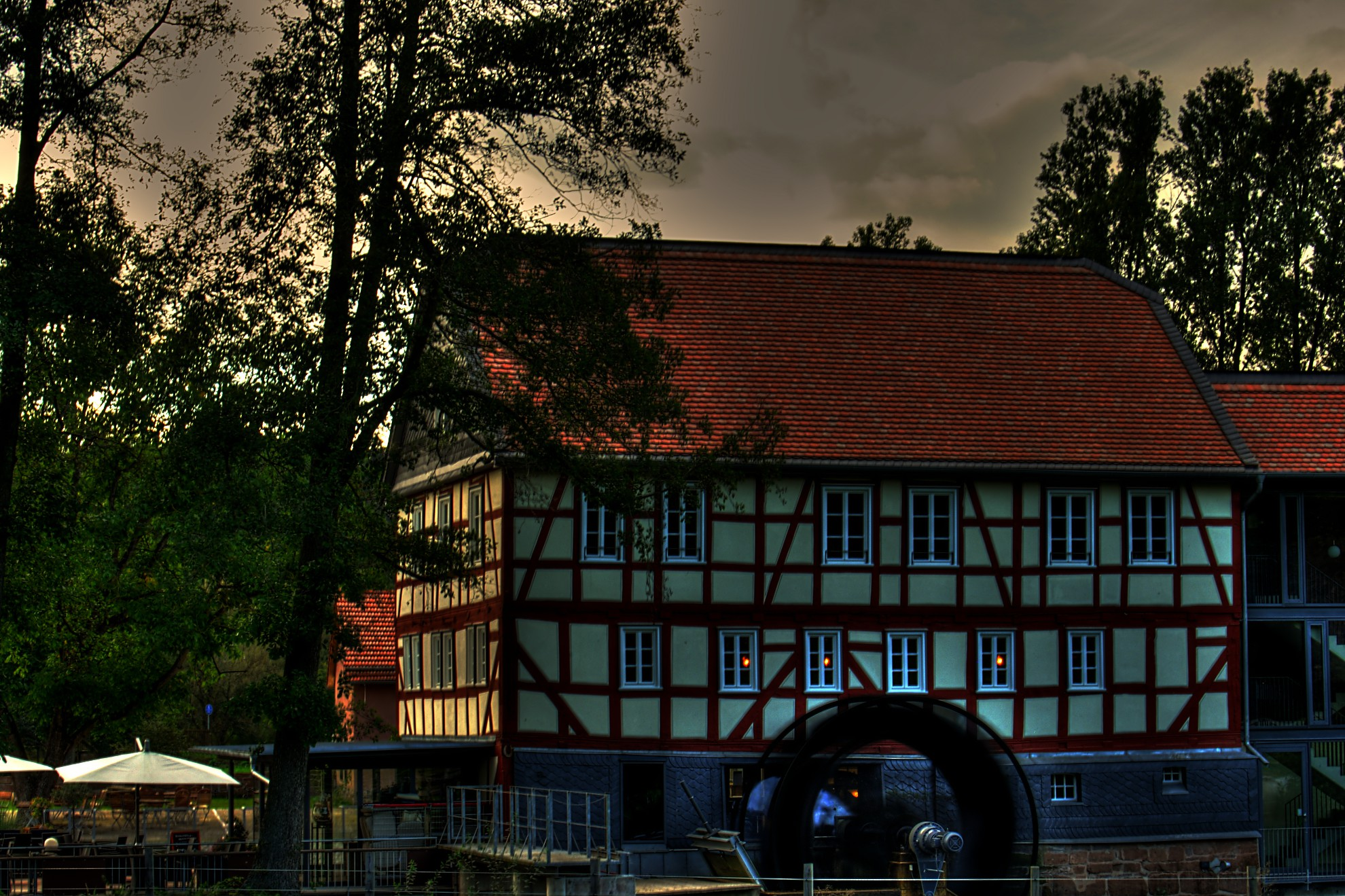
Walkemühle, erstmals 1358 erwähnt

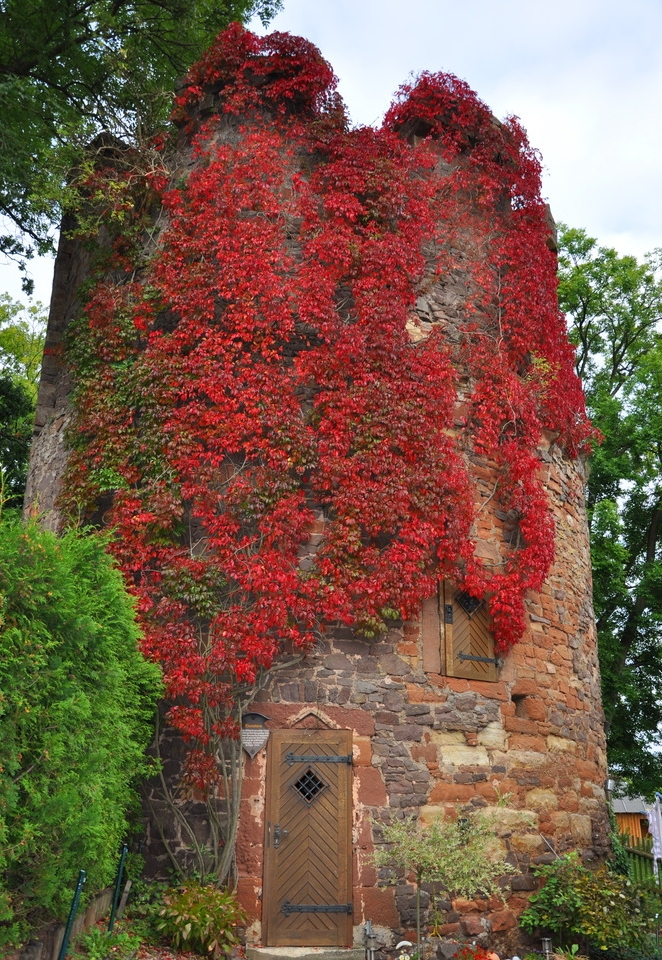
Hexenturm

- Liebfrauenkirche. Erbaut von 1286 bis 1380. Ein gotischer Bau in Anlehnung an die Marburger Elisabethkirche, der 1476 beim großen Frankenberger Feuer komplett ausbrannte. Nach einem hessenweiten Spendenaufruf von Landgraf Heinrich III. wurde sie ab 1478 wieder hergerichtet.
- Das 10-türmige Rathaus. Erbaut 1509 zwischen Ober- und Untermarkt. Es ist bereits das dritte Rathaus der Stadt. Der erste Bau wurde 1421 abgerissen, um den Vorgänger des heutigen Gebäudes zu errichten. Er verfügte bereits über die markanten zehn Türme, die die zehn damals ortsansässigen Zünfte repräsentieren, fiel jedoch ebenfalls dem großen Brand von 1476 zum Opfer.
- Kloster St. Georgenberg. Mehrere Bauphasen von 1249 bis ins 17. Jahrhundert. Heute beherbergt das ehemalige Zisterzienserinnenkloster unter anderem das Kreisheimatmuseum.
- Walkemühle. Erstmals urkundlich erwähnt 1358 und 2010 restauriert. Die ehemalige Vollmühle beherbergt heute ein Restaurant mit Café, Biergarten und Spielplatz.
- Ehemalige Spitalkirche. Errichtet von 1513 bis 1515. Einschiffiger Bau mit Holzgewölbe von 1865 und einer Kanzel aus dem 17. Jahrhundert.
- Steinhaus. Erbaut um 1240. Das älteste erhaltene Profangebäude der Stadt überstand den Brand von 1476 weitestgehend unbeschädigt. Bei der Sanierung im Jahr 1977 wurde das Innere vollkommen entkernt und der gotische Stufengiebel in Anlehnung an vergleichbare Vorbilder wiederhergestellt. Im Innern haben sich die Reste eines großen Küchenkamins erhalten. Heute beheimatet es unter anderem die Stadtbücherei.
- Ehemalige Mädchenschule. Zweigeschossiger Fachwerkbau von 1769 mit Krüppelwalmdach.
- Altes Brauhaus. Vermutlich 1538 errichtet. Massives zweigeschossiges Traufenhaus mit spitzbogiger Einfahrt. Das Gebäude wurde inzwischen bis auf die Fassade abgebrochen und in den Komplex eines angrenzenden 4-Sterne-Hotels miteinbezogen.
- Wohnbauten. Das einstmals geschlossene, von zahlreichen Fachwerkbauten geprägte Stadtbild hat im Rahmen der ab 1967 durchgeführten Stadtsanierung zahlreiche Verluste hinnehmen müssen. Dennoch blieben einige bemerkenswerte Häuser des 16. bis 19. Jahrhunderts erhalten. Besonders schön ist die Baugruppe Pferdemarkt 10–16, die in den Jahren 1979 bis 1986 umfassend erneuert wurde. Im Einzelnen sind noch hervorzuheben:
  - Ritterstraße 6–8. Errichtet um 1520.
  - Neue Gasse 5. Errichtet um 1500 und 1979 restauriert.
  - Geismarer Straße 3. Ein Fachwerkbau des 16. Jahrhunderts mit mittelalterlichem Steinwerk.
  - Steingasse 17. Gehört zu den ältesten Fachwerkgebäuden der Stadt. Es wurde 1983 restauriert.
  - Neustädter Straße 35. Dreigeschossiges Giebelhaus des 17. Jahrhunderts mit Eckerker, restauriert 1977. Das Untergeschoss ist durch Ladeneinbauten nicht mehr originalgetreu.
  - Steingasse 1 (Herboldsches Haus). Der dreigeschossige, 1564 errichtete Fachwerkbau mit Eckerker wurde 1977 mit Ausnahme des vorderen Teils abgebrochen und durch einen Neubau aus Betonfachwerk ersetzt.
- Festungsanlagen. Überreste der Frankenzeit aus dem 6. Jahrhundert.
- Frankenberger Stelen-Mensch. 1994 wurden 37 Skulpturen als Rundgang durch die Stadt installiert.
- Hexenturm. Von der mittelalterlichen Stadtbefestigung blieb – neben geringen Mauerresten – ein Hexenturm aus dem 13. Jahrhundert mit seinen drei Meter dicken Mauern erhalten.

### Galerie von Sehenswürdigkeiten

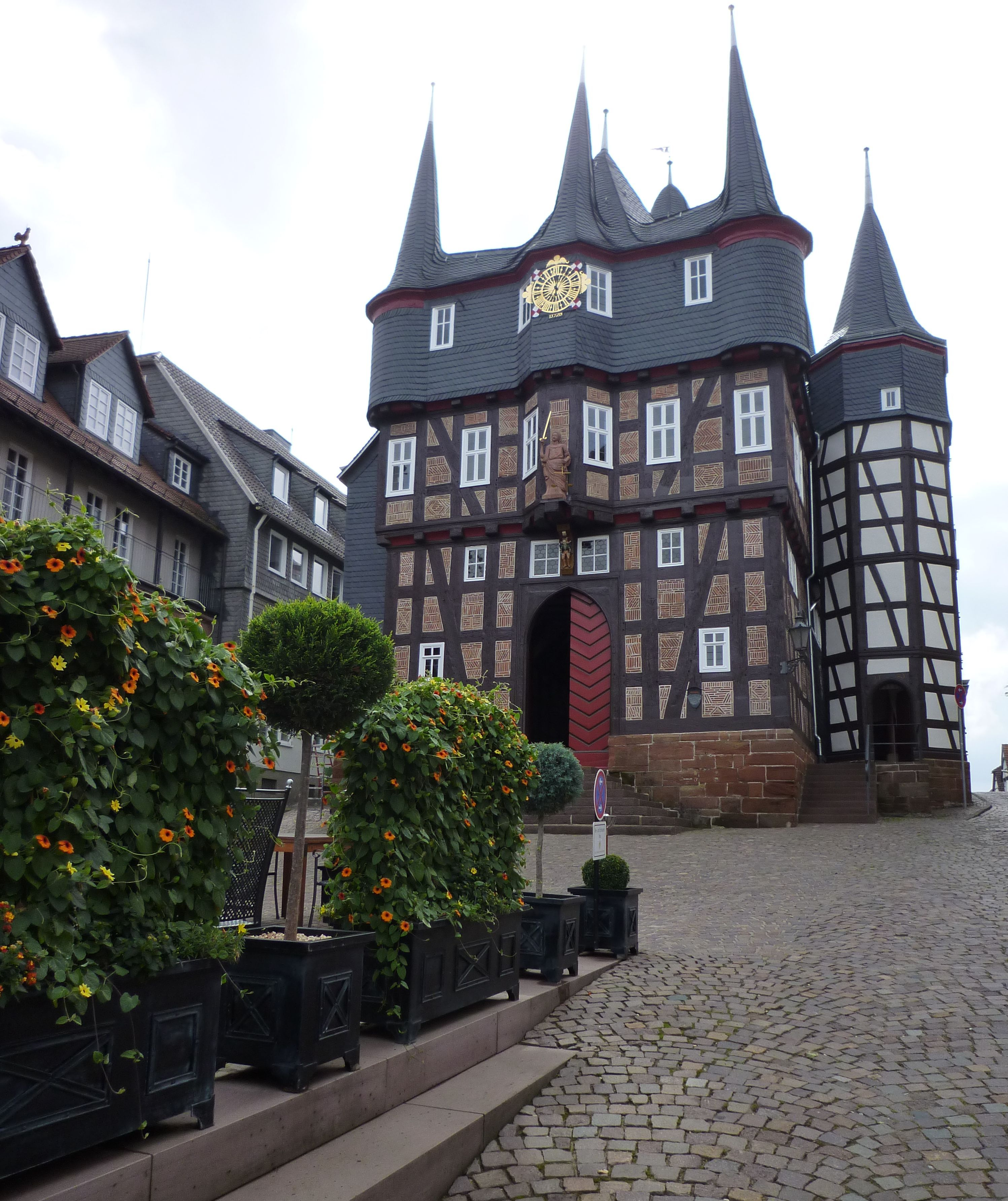
Rathaus am Untermarkt
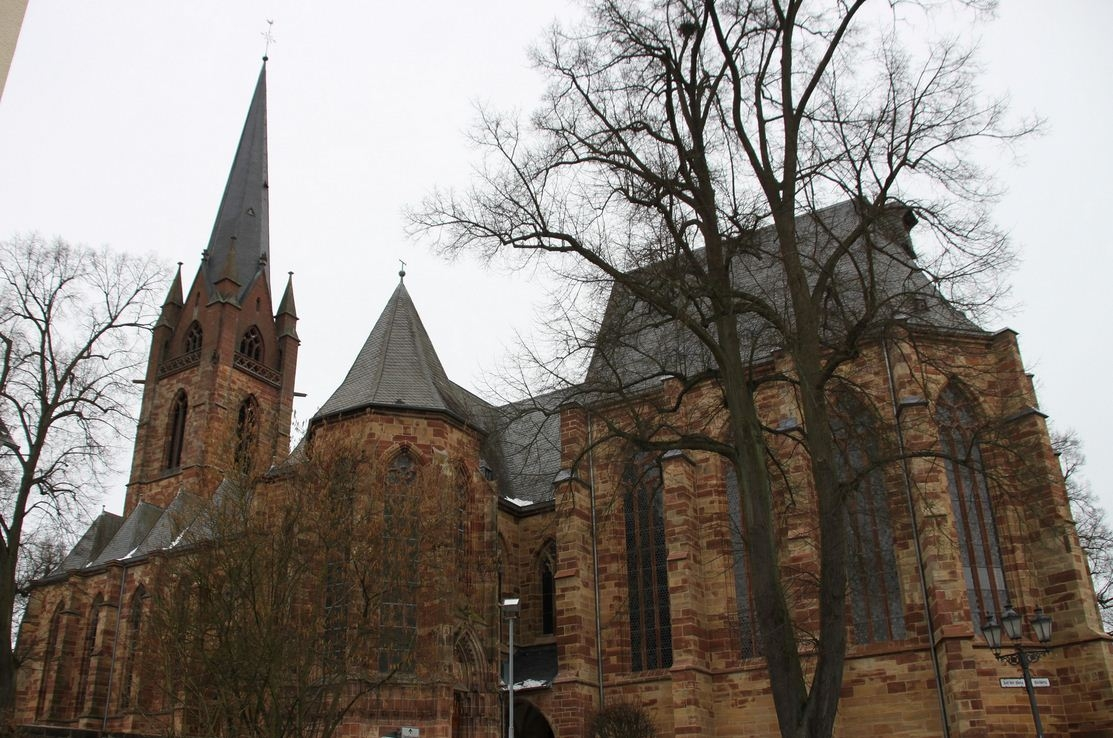
Liebfrauenkirche
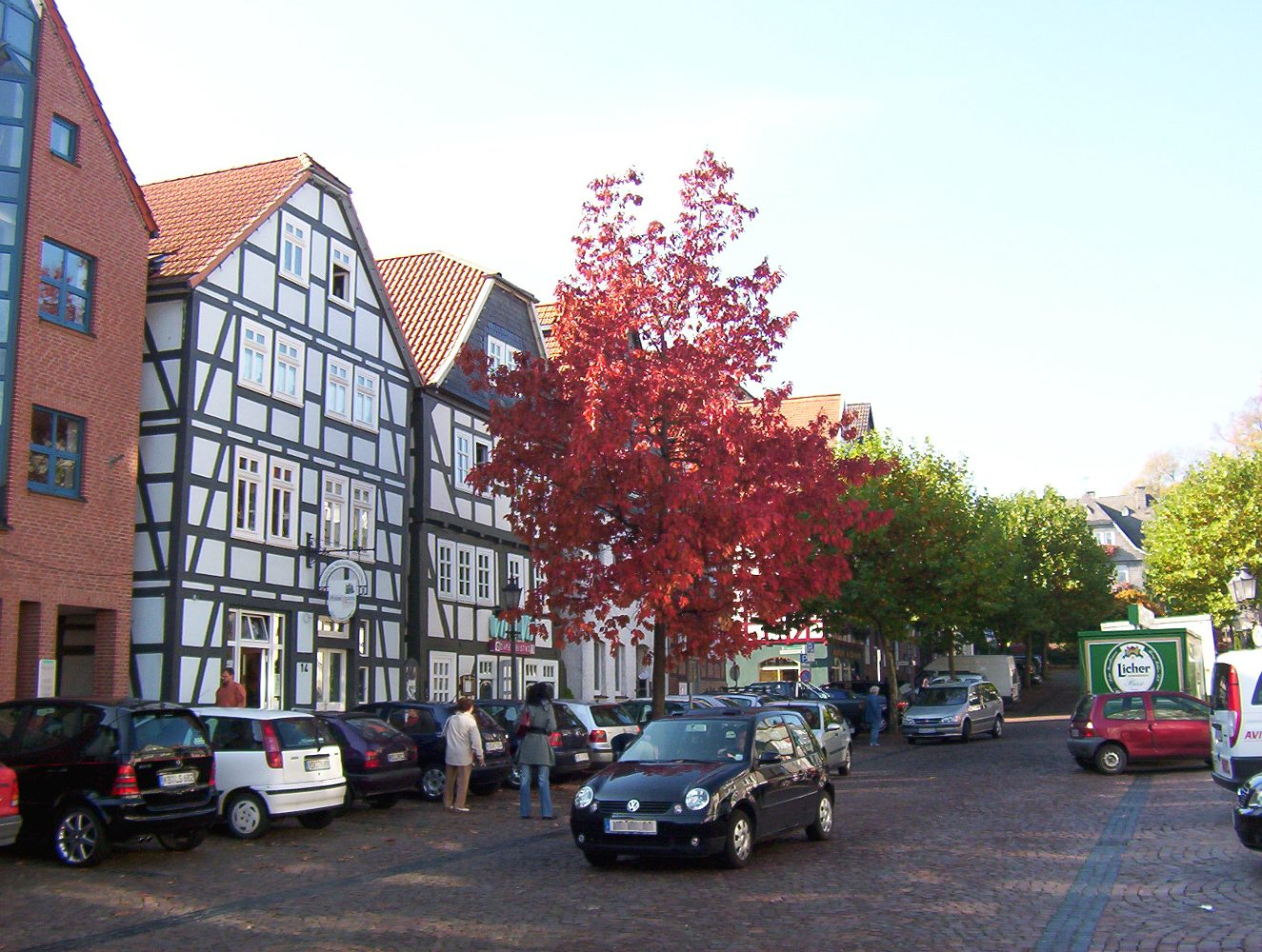
Historischer Obermarkt
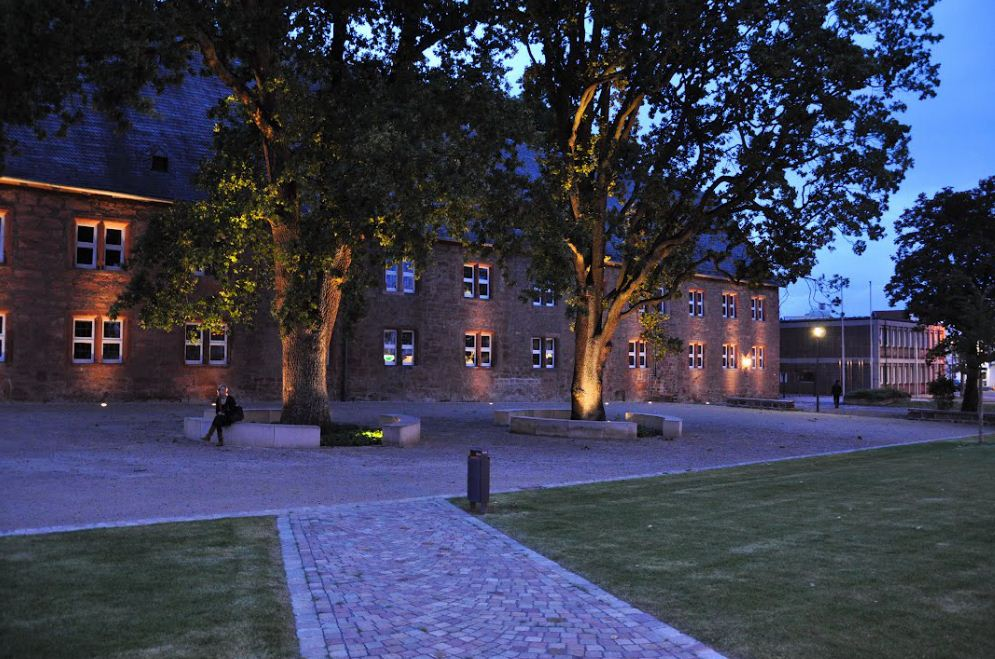
Kloster St. Georgenberg
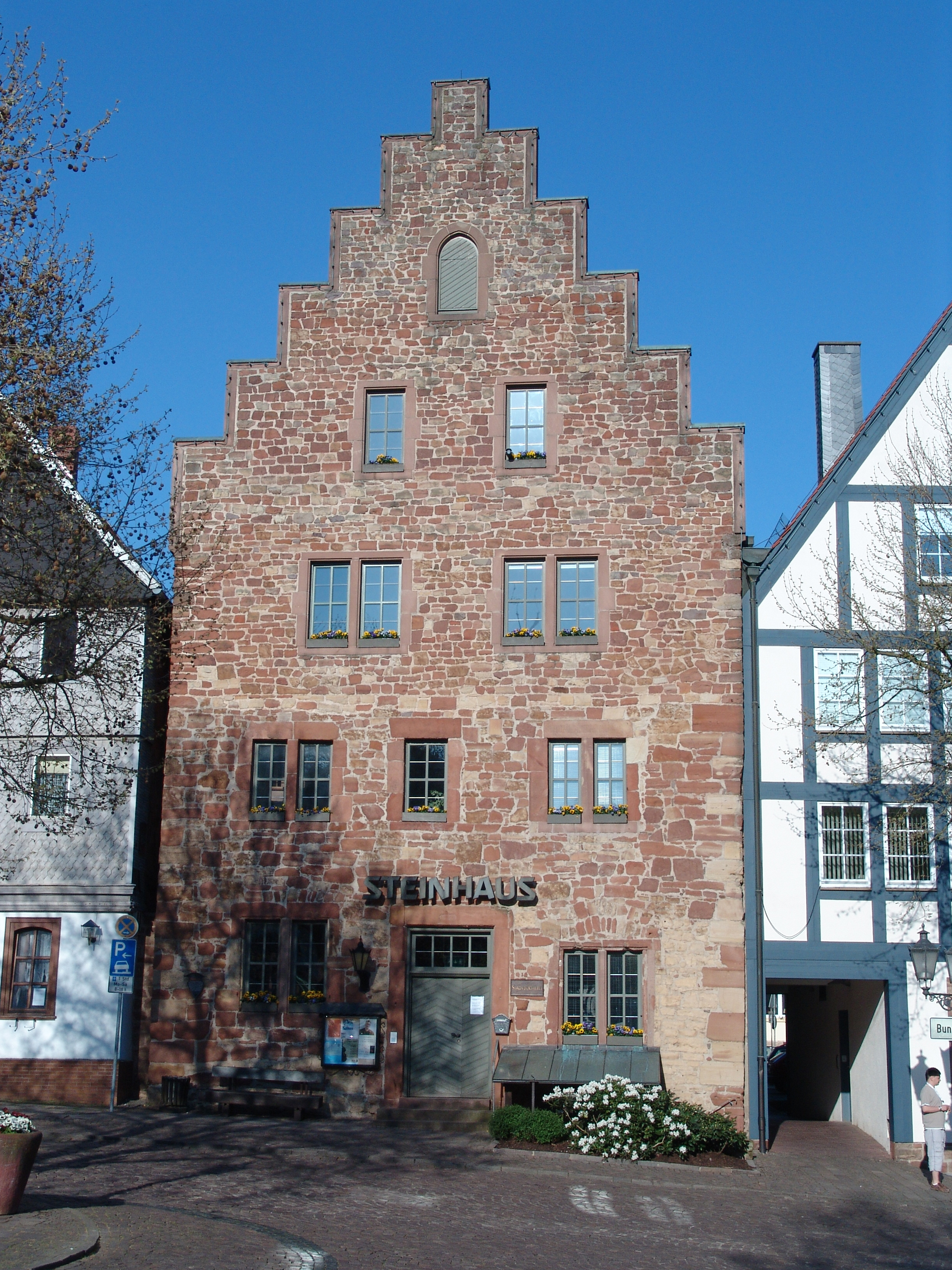
Steinhaus, erbaut um 1240

### Grünflächen und Naherholung
Neben dem Stadtpark ist der städtische Wildpark bei freiem Eintritt zu allen Jahres- und Tageszeiten geöffnet. Dort können Bergziegen, Wildschweine, Rot-, Dam-, Sika- und Muffelwild angetroffen werden. Bis auf das eingezäunte Schwarzwild und die Bergziegen laufen die Tiere – ohne störende Zäune – frei herum und lassen sich streicheln. Frankenberg und seine Umgebung bieten gut markierte Rund- und Fernwanderwege in waldreicher und erholsamer Landschaft; beispielsweise den Hessenweg 1, der von Eltville am Rhein durch den Taunus, den Westerwald und das Lahn-Dill-Bergland bis zum Diemelsee im Waldecker Land führt. Im nördlich angrenzenden Stadtwald gibt es zudem spezielle Nordic-Walking-Strecken. Die Stadt liegt darüber hinaus an den hessischen Fernradwegen R6, R8, der Oranier-Route, dem Lahn-Eder-Radweg und dem Ederauenradweg. In kurzer Zeit sind außerdem der Edersee und der daran angrenzende Nationalpark Kellerwald-Edersee erreichbar.

### Sport
Aushängeschild in sportlicher Hinsicht ist der TSV Hessen 1848 Frankenberg. Als einer der traditionsreichsten Sportvereine in Hessen bieten seine 15 Abteilungen (Beach-Volleyball, Badminton, Basketball, Billard, Fußball, Handball, Kanu, Kickboxen, Leichtathletik, Prellball, Sportabzeichen, Schwimmen, Tischtennis, Turnen und Volleyball) ein vielfältiges Angebot für Kinder, Jugendliche und Erwachsene.

### Frankenberg im Film
Kontrovers diskutiert wurde die Dokumentation Der deutsche Kleinstädter von Theo Gallehr aus dem Jahr 1968. Nach seiner Erstausstrahlung am 3. Januar 1969 führte der Film zu heftigen Reaktionen in Frankenberg selbst und wurde bundesweit diskutiert. 1970 wurde er mit dem Adolf-Grimme-Preis ausgezeichnet.

## Wirtschaft und Infrastruktur

### Unternehmen

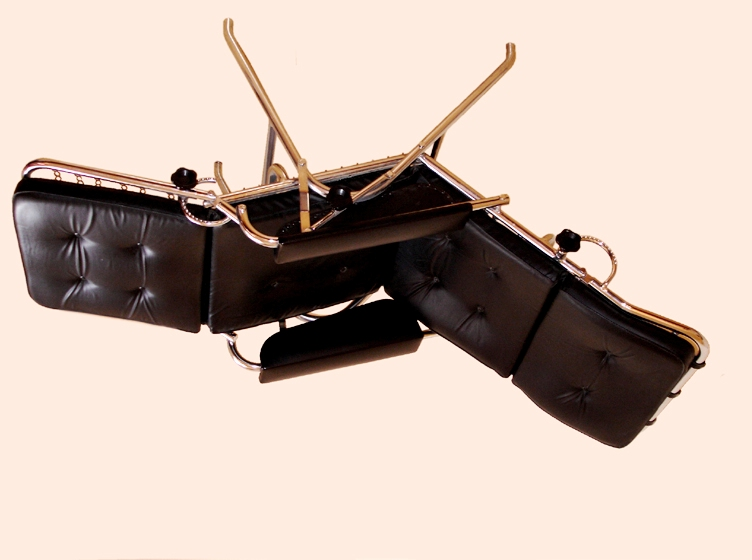
Thonet-Stuhl in Stahlrohrbauweise (1964), entworfen von Hans Luckhardt

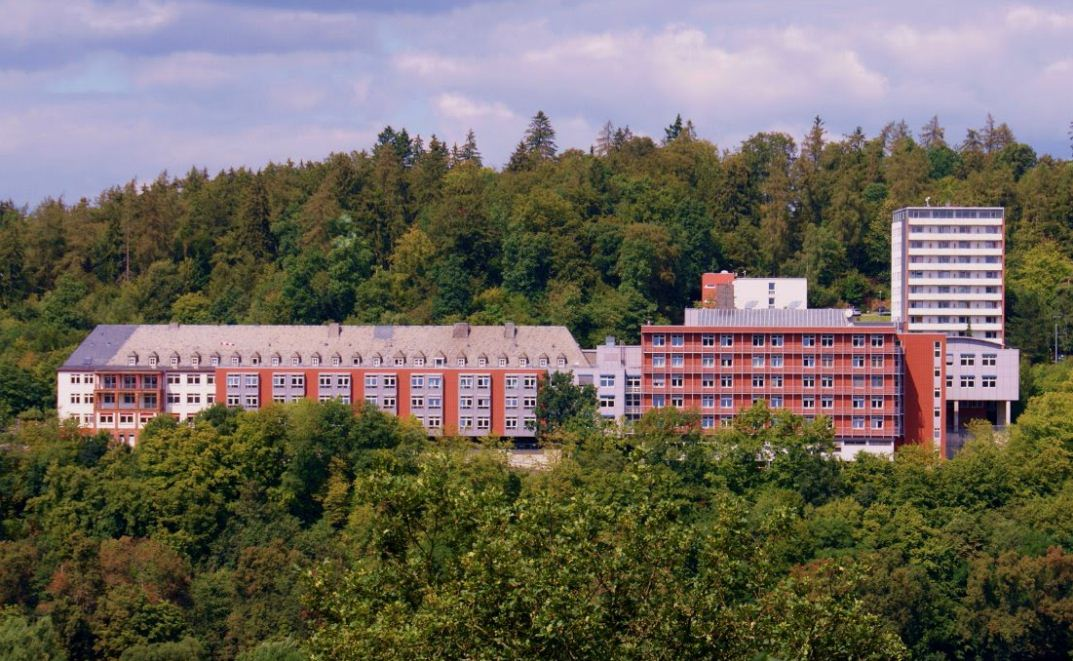
Kreiskrankenhaus auf dem Goßberg

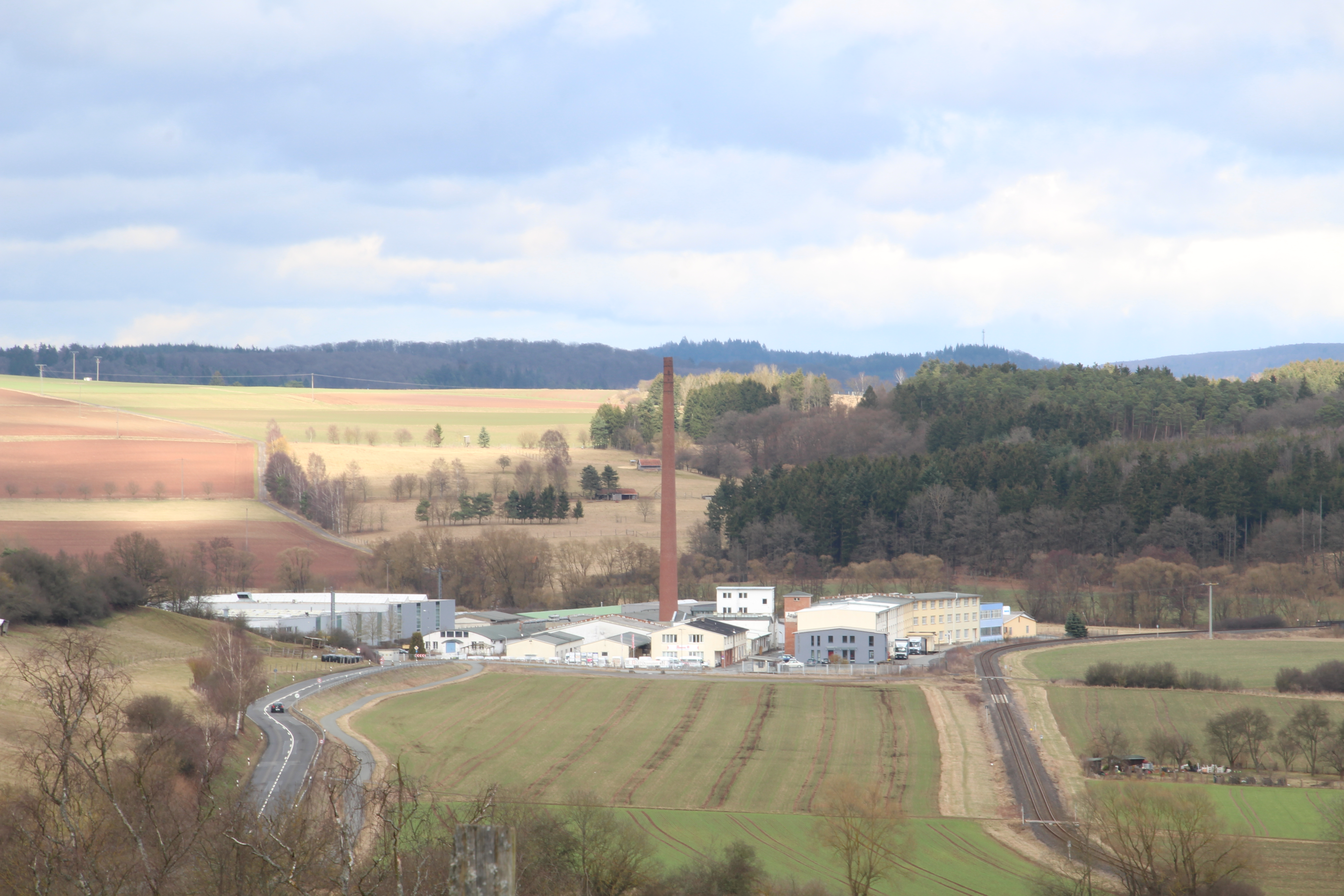
Industriepark Nord. Außerhalb des Bilds links: Industriepark Herrenwiese; Außerhalb des Bilds rechts: B252 u. B253

Die Wirtschaft verteilt sich gleichmäßig auf verschiedene Bereiche und trägt so zu einer in der Region sehr guten Arbeitsmarktlage bei. In Frankenberg ansässig sind unter anderem die international renommierte Möbelfabrik Thonet, das Druck- und Spritzgußwerk Hettich, der wohl größte gewerbliche Arbeitgeber am Ort, sowie das Bataillon Elektronische Kampfführung 932 (EloKa) der Bundeswehr. Das wichtigste Unternehmen der näheren Umgebung ist der Heiztechnikhersteller Viessmann, der weltweit mehr als 10.000 Mitarbeiter beschäftigt und seinen Hauptsitz in Allendorf (Eder) hat. Neben dem produzierenden Gewerbe haben sich auch vielzählige Wirtschaftszweige aus dem Dienstleistungssektor in Frankenberg angesiedelt. Beispielsweise gibt es in der Altstadt mit der „Sonne“ einen Vier-Sterne-Hotel-Komplex, der über einen großen Wellness-Bereich sowie einige Bars und Restaurants, davon eines mit einem Michelin-Stern ausgezeichnet, verfügt. Aufgrund der Tatsache, dass Frankenberg bis 1973 Kreisstadt war, sind zudem auch heute noch viele Verwaltungen in der Stadt ansässig.
Einen technologischen Schwerpunkt bildet seit 30 Jahren die Kunststoffverarbeitung. In Frankenberg sitzen mit EWIKON und Günther zwei weltweit führende Unternehmen der sogenannten Heißkanaltechnik. Zwei weitere bedeutsame Arbeitgeber sind darüber hinaus Finger Fertighaus, das jährlich ca. 700 Wohnhäuser baut, sowie mit mehr als 600 Mitarbeitern das Kreiskrankenhaus, das als Hessenklinik über fünf Fachabteilungen verfügt und unter anderem für die Philipps-Universität Marburg als akademisches Lehrkrankenhaus fungiert.
Frankenberg betreibt ein eigenes Büro für Wirtschaftsförderung und verfügt über zwei Gewerbegebiete, drei Industriegebiete und ein Gründerzentrum.
Der Saldo zwischen Ein- und Auspendlern ist ausgeglichen. Die meisten Auspendler sind bei den Viessmann-Werken beschäftigt.

### Bildung

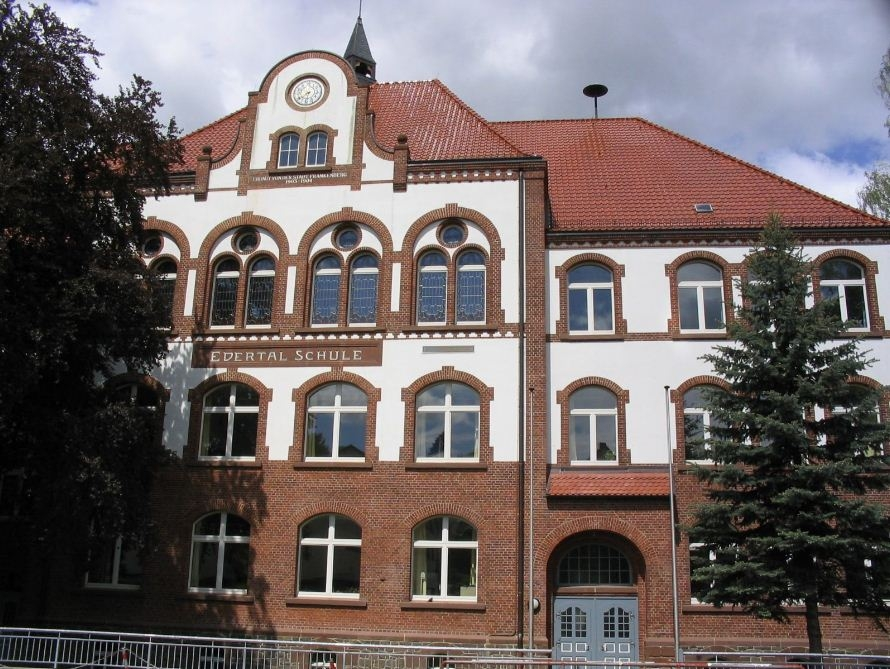
Edertalschule (Gymnasium)

In Frankenberg gibt es diverse Schulen, darunter die Edertalschule (Gymnasium), Burgwaldschule (Realschule), Ortenbergschule (Grund-, Haupt- und Realschule mit Förderstufe), Friedrich-Trost-Schule (Schule für Lernhilfe) und Kegelbergschule (Förderschule). Hinzu kommen eine Volkshochschule und vier weitere Grund- und/oder Hauptschulen in der Kernstadt und den Stadtteilen.
Die Hans-Viessmann-Schule als Berufsbildende Schule deckt ein großes Bildungsangebot ab. Es setzt sich zusammen aus Berufsvorbereitungsjahr, Berufsgrundbildjahr, Berufsfachschule (hin zur Mittleren Reife und auf die Mittlere Reife aufbauend), Berufsschule, Fachoberschule, Fachschule für Maschinentechnik, Fachschule für Betriebswirtschaft und Betriebswirtschaft für Techniker. Zusätzlich bestehen Kooperationsverträge mit weiteren Bildungseinrichtungen.
Von 2005 bis 2012 war Frankenberg Standort der Berufsakademie Nordhessen für den Studiengang Systems Engineering. Das Angebot wurde durch die Technische Hochschule Mittelhessen mit dem Programm Studium Plus ersetzt und erweitert. Im Bereich der Ingenieurwissenschaften werden nun die Bachelorstudiengänge Elektrotechnik, Maschinenbau sowie Kälte- und Klimatechnik angeboten; des Weiteren gibt es den Masterstudiengang Prozessmanagement. In Zusammenarbeit mit der Edertalschule bietet die Hochschule zudem eine Young Engineer Academy an, die Schüler mit den Themen Informationstechnik, Elektronik, Automatisierungstechnik und Maschinenbau bereits frühzeitig an das Berufsfeld eines Ingenieurs heranführen möchte.

### Verkehr
→ Siehe: Bahnhof Frankenberg (Eder)

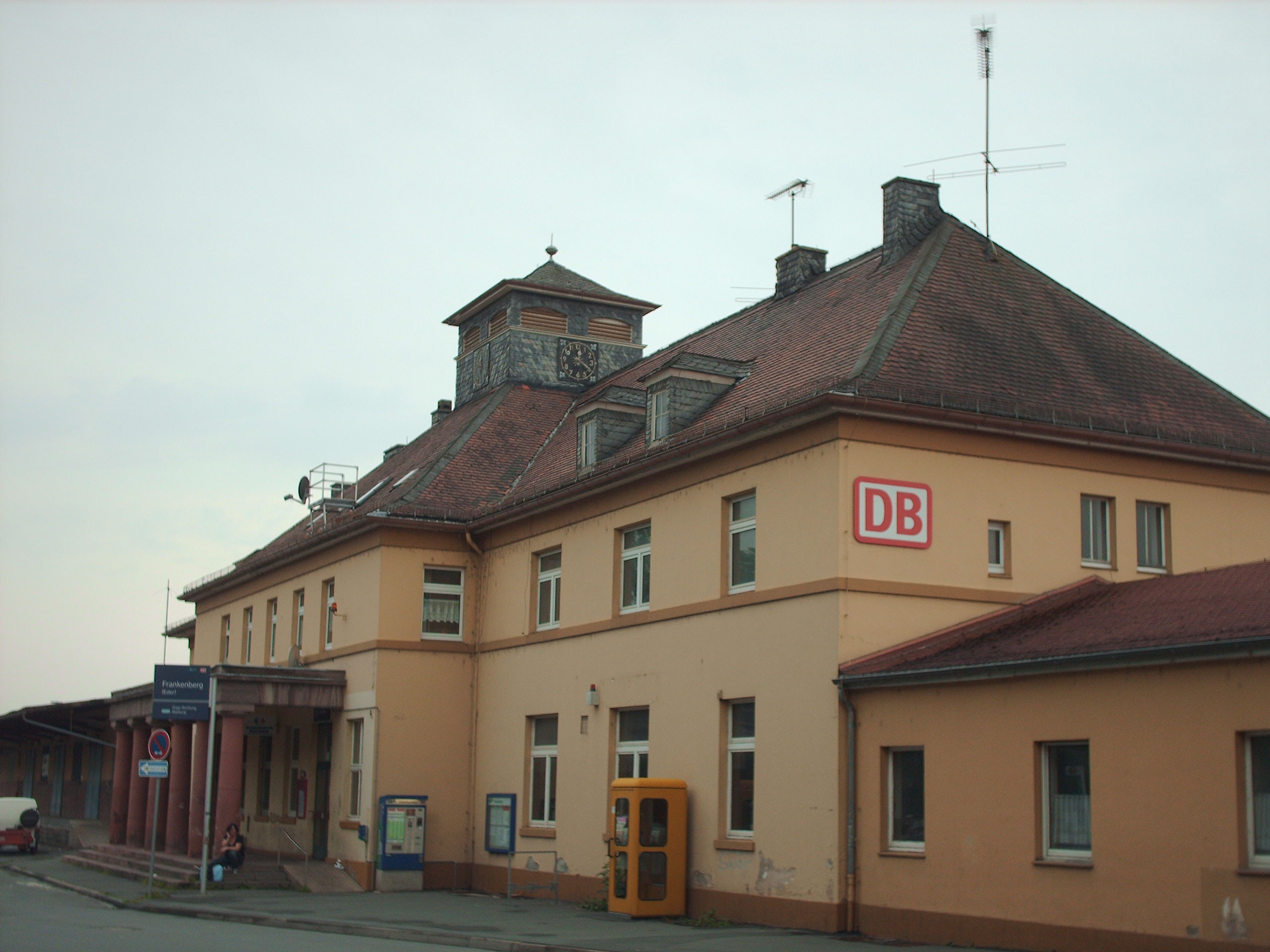
Empfangsgebäude des Bahnhofs

Auf der Frankenberg-Umgehungsstraße kreuzen sich die Bundesstraßen B 252 und B 253, die die Stadt mit Marburg, Korbach, Melsungen und Dillenburg verbinden. Über sie erreicht man die Bundesautobahnen A 5, A 7, A 44 und A 45.
Die Stadt ist über die Bahnstrecke Warburg–Sarnau mit Marburg verbunden. Von 1987 bis 2015 war Frankenberg Endstation; der Abschnitt Frankenberg–Korbach wurde am 11. September 2015 wieder in Betrieb genommen. Seit Mai 2011 fanden bereits wieder einzelne Sonderfahrten nach Herzhausen statt. Zuvor verkehrte schon die Kurhessenbahn über die sogenannte Untere Edertalbahn in der Sommersaison (April bis Oktober) 2006 und 2007 sonn- und feiertags nach Herzhausen und von 2005 bis 2007 über den verbliebenen Rest der Bahnstrecke Allendorf–Bad Berleburg bis Battenberg-Auhammer, auf der es heute noch Güterverkehr gibt. In Marburg besteht Anschluss an das Netz der DB Fernverkehr. 2014 kaufte die Stadt Frankenberg das Empfangsgebäude des Bahnhofs, um es anschließend sanieren zu können.
Der Öffentliche Personennahverkehr wird vom Nordhessischen Verkehrsverbund betrieben. Die Frankenberger Buslinien fahren die Ziele Bad Wildungen, Burgwald, Gemünden, Hallenberg, Hatzfeld, Korbach, Lichtenfels, Oberasphe, Rosenthal und ergänzend zum Schienenverkehr auch Marburg an.
Beim Fahrradklimatest 2024 des ADFC erhielt Frankenberg die Auszeichnung Aufholer - als die Stadt unter 20.000 Einwohnern mit der stärksten Verbesserung der Fahrradfreundlichkeit im Vergleich zum letzten Test 2022.

### Radfernwege

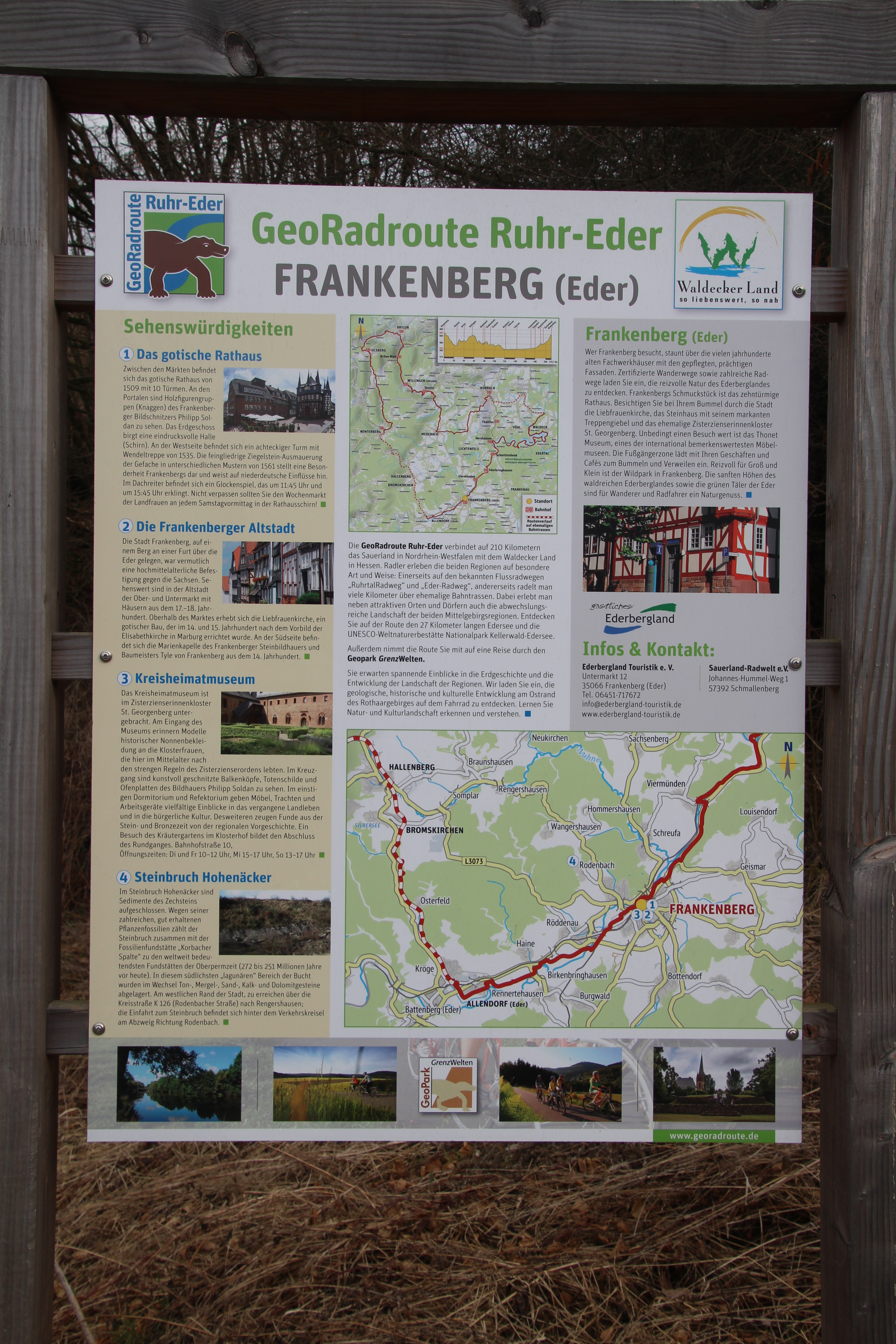
Hinweisschild zur GeoRadroute Ruhr-Eder. Auf der abgebildeten Karte finden sich auch die Anbindungen zu anderen hessischen Radwegen

In der Umgebung von Frankenberg verlaufen folgende Radwanderwege:
- Der Hessische Radfernweg R6 beginnt in Diemelstadt in Nordhessen und verläuft mit einer Gesamtlänge von 380 km bis nach Lampertheim in Südhessen.
- Der Hessische Radfernweg R8 startet in Frankenberg und verläuft über 310 km durch das Gladenbacher Bergland, den Westerwald, den Taunus, Frankfurt am Main, den Odenwald bis an die Bergstraße.
- Der 180 km lange Ederauenradweg beginnt im Rothaargebirge in Nordrhein-Westfalen und heißt in Hessen dann Eder-Radweg. Er folgt dem Lauf der Eder bis zur Mündung in die Fulda bei Guxhagen.
- Ein Fahrradweg entlang der Oranier-Route verläuft über 400 km von Bad Arolsen nach Nassau. Er verbindet Städte, die seit vielen Jahrhunderten eng mit dem Niederländischen Königshaus verbunden sind.
- Der Lahn-Eder-Radweg startet ca. 12 km nördlich von Marburg in Sarnau und führt durch das Tal der Wetschaft und Nemphe sowie durch den Burgwald bis nach Frankenberg. Er ist vor allem als Verbindungsweg zwischen dem Eder-Radweg und Lahntal-Radweg von Bedeutung.
- Der 210 km lange Themenradweg GeoRadroute Ruhr-Eder vom Sauerland bis ins Waldecker Land mit dem Schwerpunkt Erdgeschichte und Entwicklung der Landschaft.[54]

### Medien
Regionale Tageszeitung ist die Frankenberger Allgemeine, eine Lokalausgabe der Hessische/Niedersächsische Allgemeine (HNA). Bis zur Einstellung im Herbst 2015 erschien die Frankenberger Zeitung (WLZ/FZ).
Von 2007 bis 2016 besaß Frankenberg einen eigenen Veranstaltungsrundfunk (Radio Frankenberg), der alljährlich während des Pfingstmarktes von einem Team um den Medienproduzenten Tim Heinrichs-Noll betrieben wurde.
Der Sendemast befindet sich im Turm der Liebfrauenkirche und kann dadurch über 80.000 Hörer erreichen.

### Öffentliche Einrichtungen
Mit dem Amtsgericht Frankenberg ist ein Gericht der Ordentlichen Gerichtsbarkeit ansässig. Etwas außerhalb der Stadt liegt die 1962 bezogene Burgwald-Kaserne, in der unter anderem das Bataillon Elektronische Kampfführung 932 stationiert ist.

### Hessische Modellkommune „Familienstadt mit Zukunft“
Seit November 2005 ist Frankenberg hessische Modellkommune als „Familienstadt mit Zukunft“. Die Stadt setzte sich bei dem auf zehn Jahre angelegten Modellprogramm als erste Kommune gegen 33 weitere Mitbewerber durch. Die verbleibenden Kommunen konnten ihre Bewerbungen aufrechterhalten und ergänzen. Als zweite Kommune wurde Ende 2006 die Stadt Büdingen in das Programm aufgenommen. Mit dem Modellprojekt möchte das Land Hessen erproben, ob und mit welchem Erfolg kommunale Maßnahmen einen positiven Einfluss auf die demographische Entwicklung nehmen können. Im Rahmen des wissenschaftlich begleiteten Modellversuchs erhalten die Städte über die Laufzeit verteilt bis zu zehn Millionen Euro.
Schwerpunkt des Frankenberger Versuchs sollen dabei Maßnahmen zur Vereinbarkeit von Familie und Beruf (auch unter das Stichwort Work-Life-Balance gefasst) sein. Ein „Neugeborenensparbuch“ soll zusätzlich das Kinderbekommen in der Gemeinde attraktiver machen, indem es den gesellschaftlichen Wert eines Kindes symbolisiert. Zudem gibt es eine Einkaufskinderbetreuung, bei der Eltern ihre Kinder in einem speziellen Hort in der Fußgängerzone unterbringen können. Die neueste Aktion heißt „comeback – zeig was in Dir steckt“ und fördert Existenzgründer, die Familie und Selbstständigkeit miteinander vereinen wollen.

## Persönlichkeiten
Die folgende Übersicht enthält sowohl bekannte, in Frankenberg geborene Persönlichkeiten als auch Personen, die in Frankenberg wirkten, jedoch nicht dort geboren sind.
Die Liste erhebt keinen Anspruch auf Vollständigkeit.

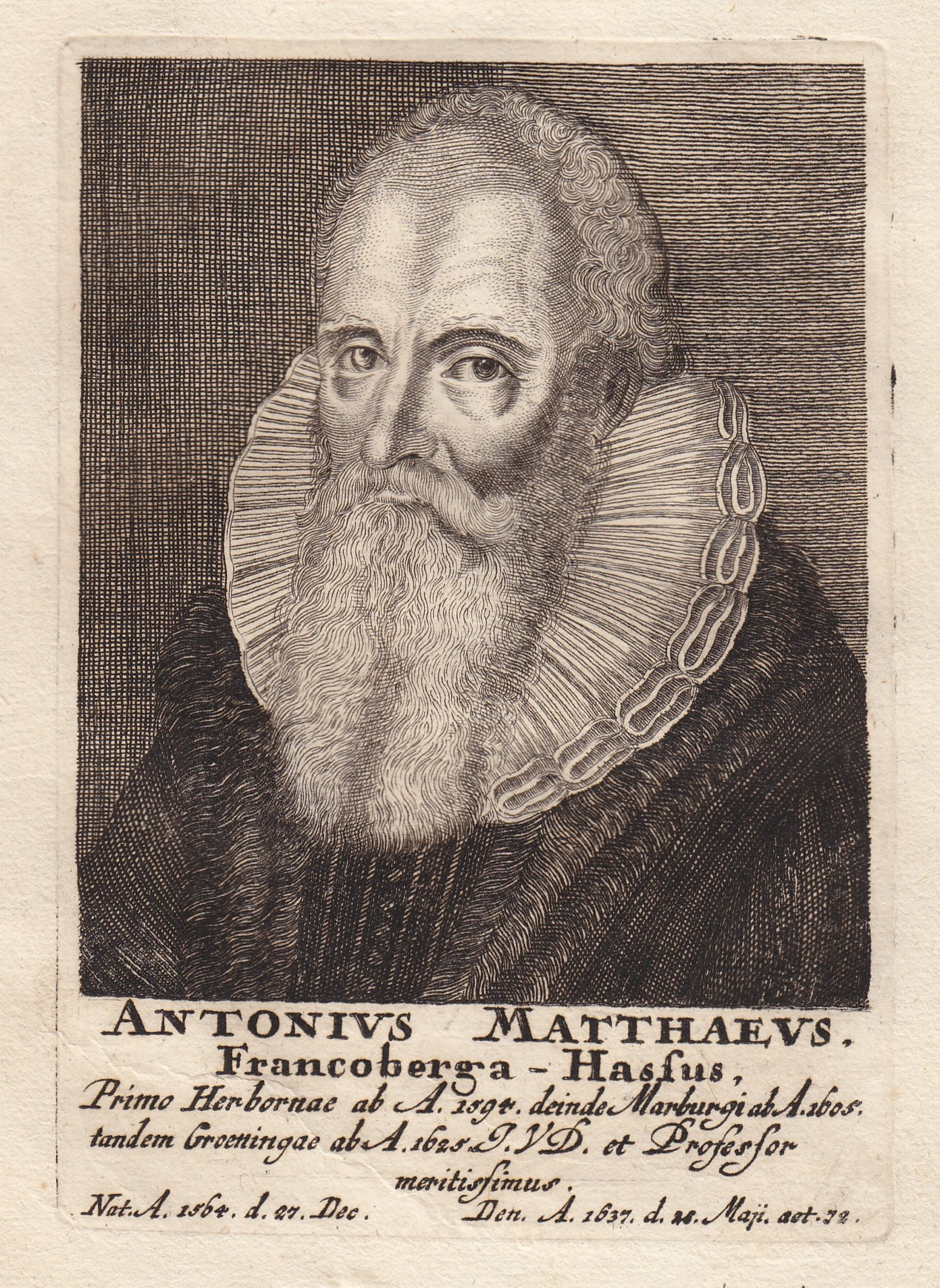
Anton Matthäus

- Tyle von Frankenberg (14. Jahrhundert), Baumeister und gotischer Steinbildhauer
- Wigand Gerstenberg (1457–1522), Chronist in Frankenberg und Hessen
- Euricius Cordus (1486–1535), Humanist, Dichter, Arzt und Botaniker
- Helius Eobanus Hessus (1488–1540), Humanist und großer neulateinischer Dichter
- Philipp Soldan (1500–1570), spätgotischer Steinmetz, Holzschnitzer, Baumeister und Maler
- Johannes Ralla (1509–1560), Apotheker und Pharmakologe
- Abraham Saur (1545–1593), Jurist, Historiker und Schriftsteller
- Anton Matthäus (1564–1637), Rechtswissenschaftler
- Conrad Buno (1613–1671), Kupferstecher, Verleger, Zeichner und Buchhändler
- Johannes Buno (1617–1697), Pädagoge und Theologe, geboren in Frankenberg
- Johann Wilhelm Andreas Kosmann (1761–1804), Philosoph
- Johann Caspar Schwieder (1766–1840), Bürgermeister von Frankenberg und Landtagsabgeordneter
- Carl Ludwig Hast (1777–1848), Bürgermeister von Marburg und Abgeordneter
- Theodor Valentin Volkmar (1781–1847), Rechtswissenschaftler, Bürgermeister in Frankenberg und erster Oberbürgermeister Marburgs
- Caspar Garthe (1796–1876), Naturforscher und Gründer des Kölner Zoos
- Daniel Trost (1803–1874), Bürgermeister und Mitglied der Zweiten Kammer der kurhessischen Ständeversammlung
- August Emil Wegner (1805–1865), Landrat im Landkreis Schlüchtern
- Carl Pfeiffer (1814–1883), Politiker und hessischer Minister
- Friedrich Wilhelm Haßenkamp (1817–1897), Kaufmann und Abgeordneter des Preußischen Abgeordnetenhauses
- Ernst Hassencamp (1824–1881), deutscher Geologe, Paläontologe und Apotheker
- Friedrich Renner (1835–1907), Jurist und Mitglied des Provinziallandtages der Provinz Hessen-Nassau
- Heinrich Gustav Hassenkamp (1846–1895), Bankier und Abgeordneter des Provinziallandtages der Provinz Hessen-Nassau
- Wilhelm Trabert (1863–1921), Meteorologe, Physiker und Direktor der Wiener Zentralanstalt für Meteorologie und Geodynamik
- Karl Heldmann (1869–1943), Historiker, Kriegsgegner im Ersten Weltkrieg und Anhänger eines föderalen Neuaufbaus in der Weimarer Republik
- Alexander Wessel (1880–1954), Pfarrer und NS-Opfer
- Alexander Mohr (1892–1974), deutscher Maler mit Wahlheimat Griechenland
- Friedrich Trost (1899–1965), Pädagoge und Professor für Politikwissenschaft
- Georg Thonet (1909–2005), Unternehmer und Urenkel von Michael Thonet, baute in Frankenberg die Firma Thonet auf und verschaffte ihr internationalen Ruhm
- Heinrich Kohl (1912–1984), Politiker (FDP), Landrat des Landkreises Frankenberg und Staatssekretär im Hessischen Innenministerium
- Sepp Waller (1921–1997), Politiker (GB/BHE, GDP) und Bürgermeister von Frankenberg
- Friedhelm König (1931–2020), evangelistischer Schriftsteller und Mitbegründer der Frankenberger Handelsschule
- Ansgar Nierhoff (1941–2010), Bildhauer und documenta-Künstler
- Helmut Debelius (* 1947), Meeresforscher, Autor und Unterwasserfotograf
- Tom Fecht (* 1952), Verleger, Autor und Künstler
- Heinrich Heidel (* 1952), Politiker (FDP)
- Christiane Kohl (* 1954), Journalistin (Süddeutsche Zeitung) und Schriftstellerin
- Heinrich-Wilhelm Steiner (* 1956), Generalmajor der Bundeswehr, im Ortsteil Schreufa geboren
- Birgit Schwaner (* 1960), Autorin und Journalistin
- Michael Truß (* 1960), Urologe
- Anne Oppermann (* 1961), Politikerin (CDU)
- Jochen Bittner (* 1973), Journalist und Publizist
- Jens Womelsdorf (* 1980), Politiker (SPD)
- Lena Hesse (* 1981), Illustratorin
- David Florio (* 1985), Schauspieler
- Jasmin Jannermann (* 1988), Fußballspielerin
- Maren Hammerschmidt (* 1989), Biathletin
- Paul Becker (* 1990), Volleyball- und Beachvolleyballspieler
- Jennifer Cramer (* 1993), Fußballspielerin
- Sarah Schneider (* 1996), Volleyball- und Beachvolleyballspielerin